# Madeira
Madeira (del portugués madeira, ‘madera’; tradicionalmente en español, aunque en desuso, Madera) es un archipiélago macaronésico de origen volcánico del océano Atlántico que, junto con las islas Salvajes, constituye una región autónoma de Portugal. Es, asimismo, una región ultraperiférica de la Unión Europea (estatus similar al de las Islas Azores o Canarias).
Consta de dos islas habitadas, Madeira y Porto Santo, y tres islas menores no habitadas, llamadas islas Desiertas. El archipiélago dista menos de 500 km de Canarias, 860 km de Lisboa y 770 km de la isla más cercana de las Azores.
La actividad económica principal de la región es el turismo, ya que recibe muchos visitantes de Europa durante todo el año, que buscan la suavidad de su clima. Entre otros viajeros célebres pasaron por la isla la emperatriz Sissi, el emperador Carlos I de Austria, fallecido en Funchal en 1922, los emperadores Maximiliano y Carlota en 1864, de paso en su viaje a México, o Winston Churchill. Su capital y ciudad más poblada es Funchal (103 961 habitantes), situada en la costa sur de la isla. La población de Madeira es de 250 769 habitantes.
Conocidas ya por los romanos, estas islas fueron redescubiertas por los navegantes portugueses, Tristão Vaz Teixeira y João Gonçalves Zarco en 1418 y 1419. En la isla de Madeira se encuentran restos del original bosque húmedo típico de la Macaronesia. Los bosques de Laurisilva de Madeira son un lugar natural declarado Patrimonio de la Humanidad.

## Historia

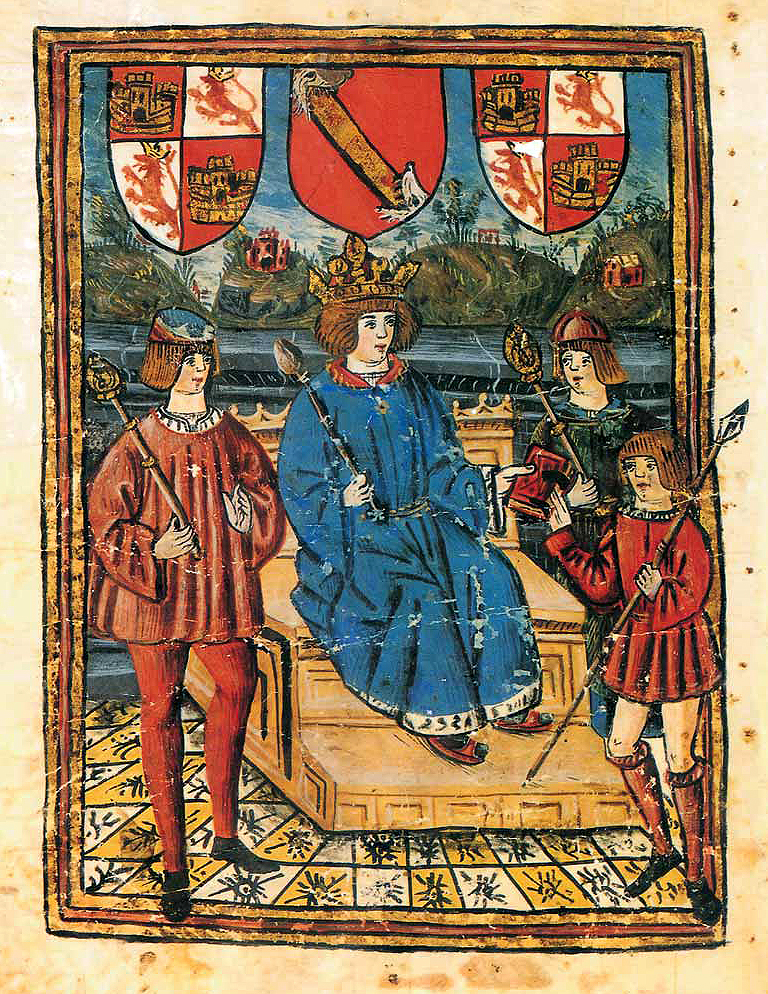
Portada del manuscrito titulado: Libro del conosçimiento de todos los rregnos et tierras e señoríos que son por el mundo....

### Antes de los portugueses
Una de las teorías de los historiadores es que las islas de Madeira y Porto Santo fueron descubiertas por primera vez por los romanos y pasaron a conocerse como las «Islas Púrpuras», pero se trata de una cuestión relativamente debatida entre los expertos y no se ha llegado a un consenso, ya que puede referirse a otras islas situadas más al sur. Posteriormente, el archipiélago fue redescubierto por los portugueses, que primero descubrieron la isla de Porto Santo en 1418 a través de João Gonçalves Zarco y Tristão Vaz Teixeira; después la isla de Madeira en 1419, a través de Bartolomeu Perestrelo, João Gonçalves Zarco y Tristão Vaz Teixeira.
Las islas del archipiélago de Madeira serían conocidas antes de la llegada de los portugueses, si hemos de creer las referencias presentes en las obras, así como su representación en los mapas elaborados en esa época. Entre las obras que hacen referencia a Madeira se encuentran pasajes del Libro del Conoscimiento (posterior a 1385), obra de un español en la que se hace referencia a las islas con el nombre de "Leiname", "Diserta" y "Puerto Santo" en 1419.
Las evidencias arqueológicas sugieren que las islas pudieron ser visitadas por vikingos en algún momento entre 900 y 1030.

### Llegada de los portugueses
En 1418 la isla de Porto Santo fue redescubierta por João Gonçalves Zarco y Tristão Vaz Teixeira. Al año siguiente, estos navegantes, acompañados por Bartolomeu Perestrelo llegan a la isla de Madeira.
Habiendo tomado nota del potencial del archipiélago, así como de la importancia estratégica de éstas, comenzó alrededor de 1425 la colonización, que fue una iniciativa de Juan I de Portugal o del Infante Don Henrique. A partir de 1440 se establece el régimen de la capitanía, con el nombramiento de Tristán Vaz Teixeira como capitán de la capitanía de Machico. Seis años más tarde, Perestrelo se convierte en capitán-donatario de Porto Santo y, en 1450, Zarco es investido capitán-donatario de la capitanía de Funchal.
Los tres capitanes-donatarios llevaron, en su primer viaje, a sus respectivas familias, un pequeño grupo de personas de la pequeña nobleza, gente de condición modesta y algunos ex prisioneros del reino. Para obtener las condiciones mínimas para el desarrollo de la agricultura, tuvieron que cortar una parte de los densos bosques de laurisilva y construir un gran número de canales de agua (llamados levadas), ya que en una parte de la isla había agua en exceso y en la otra escaseaba. En los primeros días, el pescado era el principal medio de subsistencia de los pobladores, así como los productos hortofrutícolas.

### De la producción cerealista al vino de Madeira

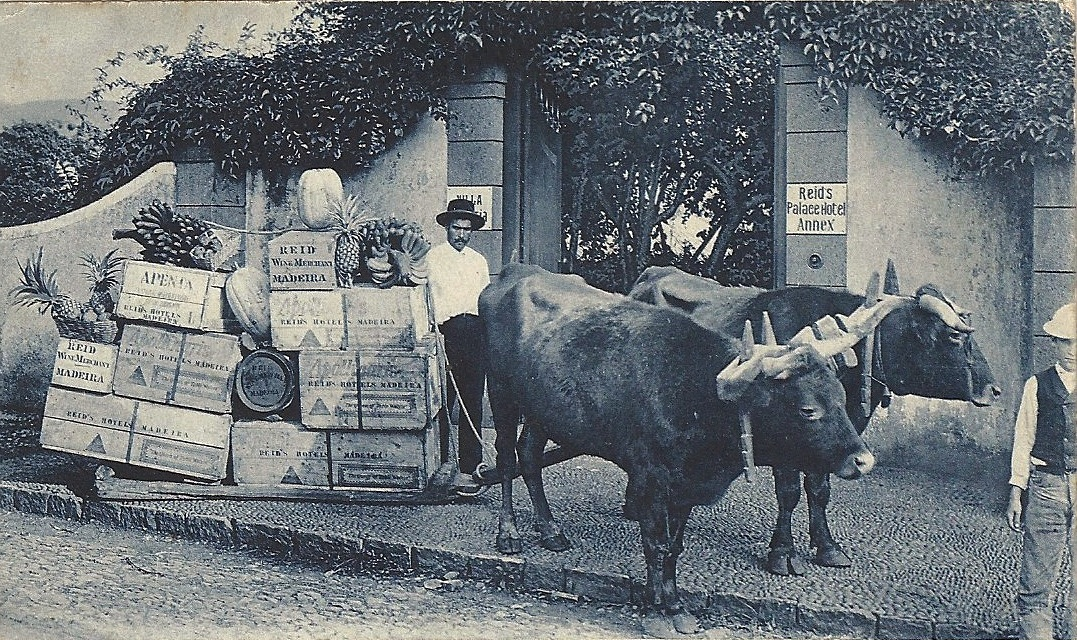
Tarjeta postal del año 1914. Una corça de bois, antiguo medio de transporte típico de la isla de Madeira. Foto: Perestrello.

La primera actividad agrícola de relevancia fue la cosecha de grano de trigo. Inicialmente, los colonos producían trigo para su propia subsistencia, pero más tarde se convirtió en un producto de exportación para el reino.
Sin embargo, la producción de cereales entró en declive. Para superar la crisis, el Infante D. Henrique mandó plantar en la isla la caña de azúcar —poco frecuente en Europa y casi considerada como una de las especias— promoviendo para ello el envío de Sicilia de las primeras plantas y de los técnicos con conocimiento en este cultivo.
Con la producción de la caña de azúcar, Madeira atrajo y retuvo a aventureros y comerciantes de los orígenes más recónditos, de ahí que en aquella época se considerara esta explotación el principal motor de la economía madeirense. Muchos fueron los extranjeros que se desplazaron a la región para el negocio del azúcar, sobre todo italianos, vascos, catalanes y flamencos.
Con el declive de la producción azucarera, a finales del siglo XVI, los cañaverales fueron sustituidos por viñedos, dando origen al llamado Ciclo del Vino, que adquirió fama internacional y propició el ascenso de una nueva clase social: la burguesía.
A partir del siglo XVII el vino será el producto agrícola más importante de Madeira, ya que el cultivo de la caña de azúcar fue transferido a Brasil (desde 1530) y a Santo Tomé y Príncipe.
Con el recrudecimiento de los tratados comerciales con Inglaterra, se instalan en la isla importantes mercaderes ingleses que, de forma paulatina, terminaron controlando el cada vez más importante comercio vinícola insular. Los comerciantes ingleses se instalaron en la plaza de Funchal (Praça Funchalense) a partir del siglo XVII, consolidándose los mercados de América del Norte, las Antillas y la propia Inglaterra. En los siglos XVII y XVIII, la estructura de la «ciudad del vino se sobrepone a la ciudad del azúcar».

## Geografía

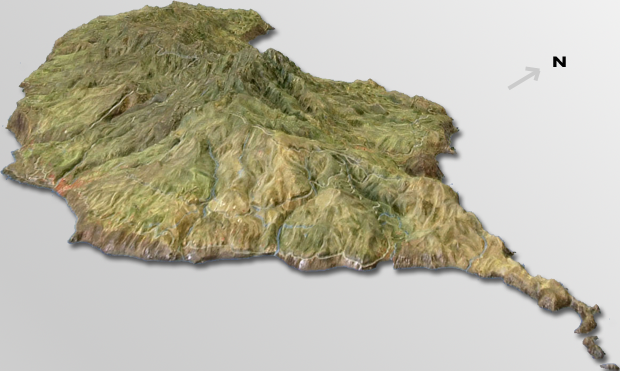
Modelo en relieve de la isla de Madeira.

El archipiélago pertenece a la región biogeográfica de la Macaronesia. Madeira es la mayor de las islas, con una superficie de 741 km²; tiene 57 km de largo y un ancho máximo de 22 km. La isla de Porto Santo, a 40 km al nordeste de Madeira, es la segunda en superficie, con 42,17 km². Existen dos grupos de islas deshabitadas de mucho menor tamaño: las islas Salvajes a 280 km al sur de Madeira y las islas Desertas a 25 km al sureste de Funchal.
Funchal, la capital de Madeira, se encuentra en la costa sur de la isla de Madeira, en las coordenadas 32°37′45″ N lat. 16°55′20″ O. Las ciudades más importantes del archipiélago son, aparte de Funchal, Porto Santo, Machico, Câmara de Lobos, Santa Cruz y Santana.
En la isla de Madeira, al carecer de buenas playas naturales, se han construido piscinas públicas de agua marina junto al mar muy bien equipadas en la zona oeste de Funchal. Son las siguientes: Complexo Balnear de Lido, Complexo Balnear da Ponta Gorda y Quinta Magnolia. También hay dos playas artificiales en Calheta y otra en Machico.
Por el contrario, la isla de Porto Santo tiene una bella y extensa playa natural, de casi 10 kilómetros, de fina arena dorada y aguas cristalinas.

### Geología
El origen de estas islas es volcánico, como en los demás archipiélagos de la Macaronesia; con una actividad iniciada hace 19 millones de años. Porto Santo emergió hace 8 millones de años y Madeira hace 5 millones.
Madeira comenzó a formarse hace más de 100 millones de años, en el Cretácico Temprano, aunque la mayor parte de la isla se ha formado en los últimos 66 millones de años del Cenozoico, especialmente en el Mioceno y el Plioceno. La isla es un ejemplo de volcanismo de punto caliente, con rocas volcánicas e ígneas principalmente máficas, junto con depósitos más pequeños de caliza, lignito y otros sedimentos que registran su prolongado levantamiento.
A principios del Cretácico, la sedimentación masiva frente a las costas africanas generó suficiente tensión en la corteza como para provocar fisuras y fracturas. El magma ascendió a la superficie y comenzaron las erupciones submarinas. A finales del Oligoceno o principios del Mioceno, las sucesivas erupciones submarinas a lo largo del Cenozoico temprano habían acumulado suficiente material para que el archipiélago de Madeira apareciera sobre el nivel del mar. El rápido levantamiento de la isla se registra con depósitos de piedra caliza en alta mar, restos de arrecifes de coral, así como piedra caliza en tierra hasta 400 metros sobre el nivel del mar.
Las calizas de gran altitud están asociadas al Complejo Volcánico Vindoboniano, que incluye intrusiones de traquita, diabasa y dolerita, junto con sedimentos de flujos piroclásticos.
El basalto es el tipo de roca más común en Madeira y los geólogos han encontrado una variedad de tipos diferentes, incluyendo basalto alcalino, basanita y hawaiita.
Madeira alternó flujos de lava lentos y erupciones violentas, mientras se formaban arrecifes alrededor del borde de la isla. Las plantas florecieron en la isla y se formaron fósiles vegetales junto con carbón de lignito de baja calidad en los Lechos de Paul da Serra, cubiertos de basalto. La adición de este material en el Mioceno tensionó la corteza, provocando el abombamiento del volcán. En el Plioceno, la lava de traquita y la toba formaron secuencias de 600 metros de espesor, mientras que se desarrollaron mesetas de basalto de 400 metros de espesor.
La brecha, el aglomerado y el conglomerado bajo el basalto sugieren una rápida deposición debida a las lluvias torrenciales que erosionaron rápidamente la ladera del volcán, mientras que el lignito indica depresiones pantanosas mal drenadas. Los sedimentos erosionados en el Mioceno y a principios del Plioceno formaron laterita, suelo enriquecido en hierro y aluminio debido a la lixiviación de material silicatado por las precipitaciones.

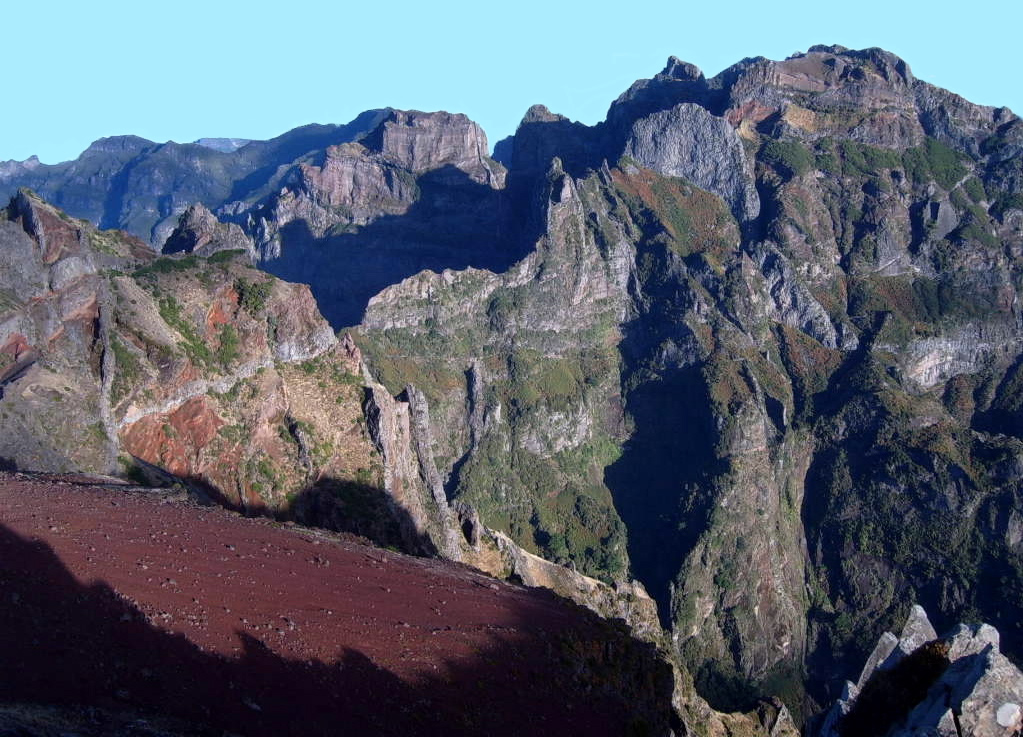
Pico de Arieiro, en la isla de Madeira.

Durante el Cuaternario, pequeños episodios de transgresión marina inundaron zonas costeras llanas. En las depresiones se formaron lagos de agua dulce. Cuando se secaron, el viento desplazó los sedimentos del lecho de los lagos. A lo largo de la costa de Madeira, en lugares donde el nivel del mar retrocedió posteriormente, se encuentran arenas biodetríticas, restos de restos de conchas. De hecho, el levantamiento de la isla, combinado con los cambios en el nivel del mar relacionados con el final de las glaciaciones del Pleistoceno, hace que algunas terrazas marinas del Cuaternario se encuentren hasta 100 metros por encima del nivel del mar.
Las aguas subterráneas de Madeira se encuentran en acuíferos de roca volcánica fracturada, con una transmisividad y un contenido de minerales disueltos muy variables. El agua suele ser de ligeramente ácida a ligeramente alcalina y fría, aunque existen pequeñas cantidades de agua termal cerca de las zonas de fallas. Gran parte del agua de la isla procede de manantiales de gran caudal.
Los tres principales tipos de suelo de la isla son los Leptosoles, los cambisoles y los andisoles.

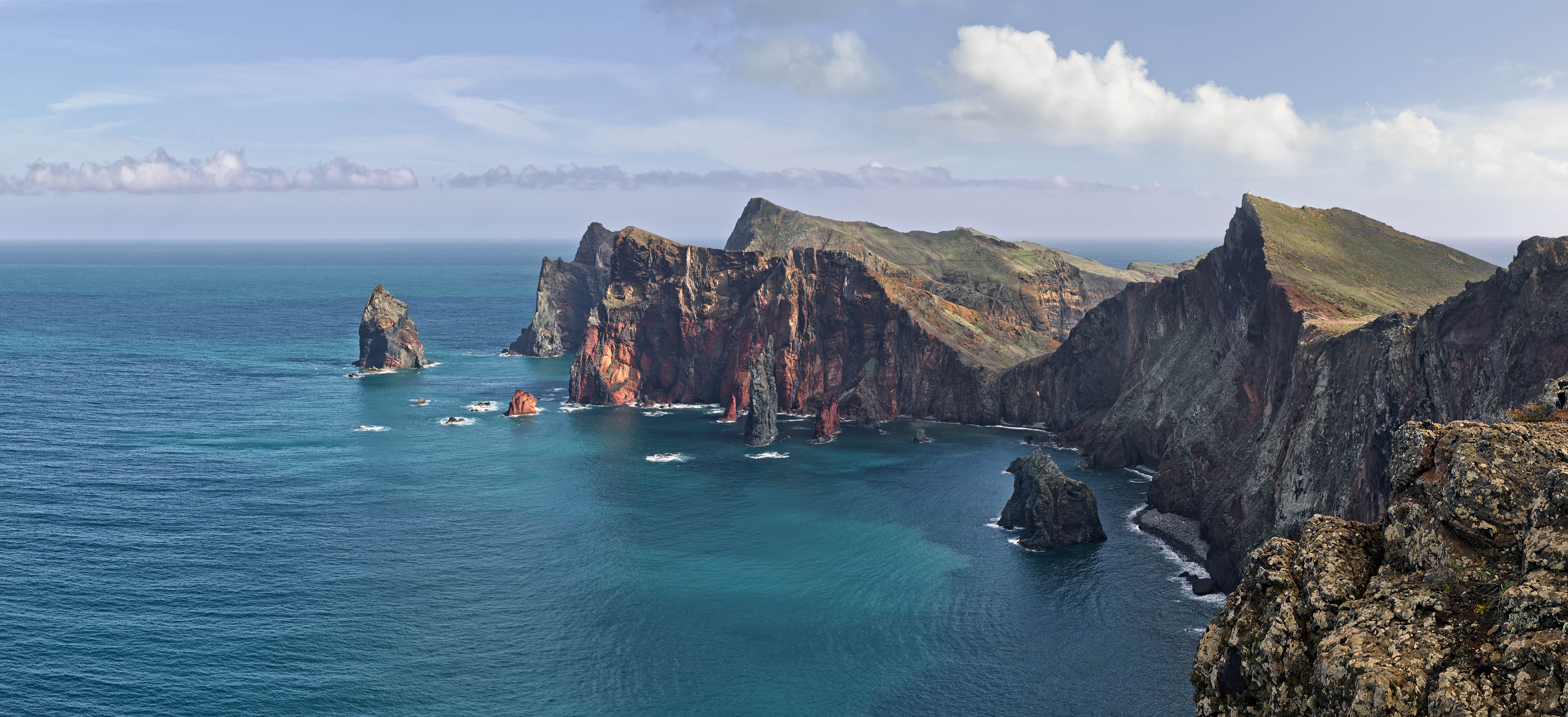
Punta de San Lorenzo, extremo este de la isla de Madeira.

Madeira cuenta con pocos recursos geológicos y carece de explotaciones mineras, aparte de la extracción a pequeña escala de arena y grava para material de construcción.

### Clima
Su posición geográfica y su topografía montañosa favorecen el predominio de temperaturas suaves y agradables. Se sitúa en un clima oceánico subtropical. El clima predominante de la Isla de Madeira es el clima mediterráneo con influencia oceánica (Csb), según la clasificación climática de Köppen, dándose también el clima mediterráneo csa principalmente en algunas zonas costeras de la isla de Madeira; mientras que el clima predominante en la isla de Porto Santo es el clima semiárido cálido BSh, dándose también los dos climas anteriormente mencionados. Está influido por la corriente del Golfo, así la temperatura del agua del mar oscila entre 26 °C en verano y 17 °C en invierno. En el litoral sur existen puntos superiores a 20 °C de media anual. Su fauna marítima es de tipo subtropical y tropical.

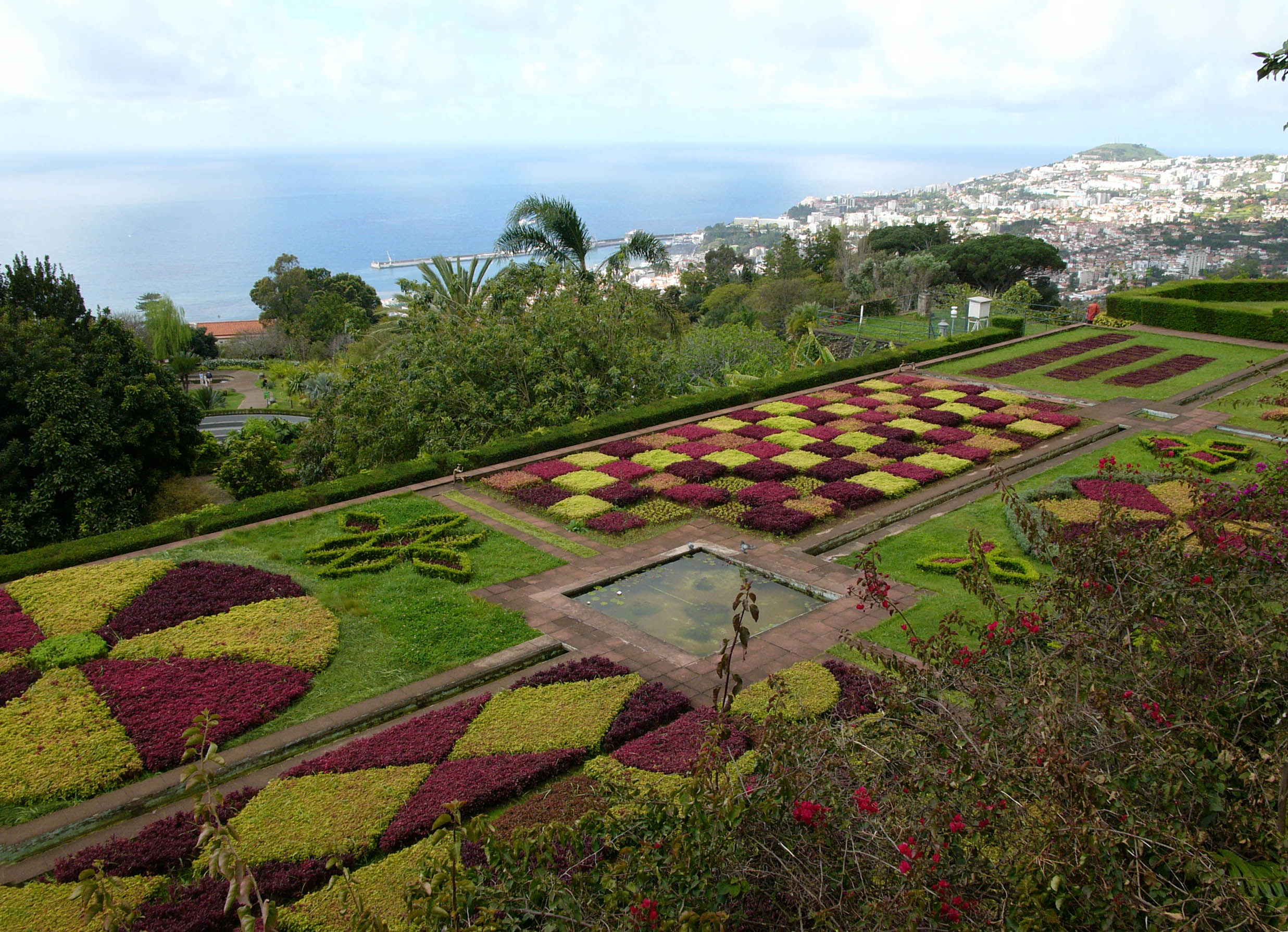
Jardín botánico, en Funchal.

Las islas Salvajes, más próximas de las islas Canarias que de Madeira, y la isla de Porto Santo tienen un clima semiárido (BSh), de tipo estepario, con una vegetación herbácea constituida por flora xerófila árida, como euforbiáceas.
El clima de Funchal puede ser clasificado como clima mediterráneo (Csa), según la clasificación climática de Koppen.

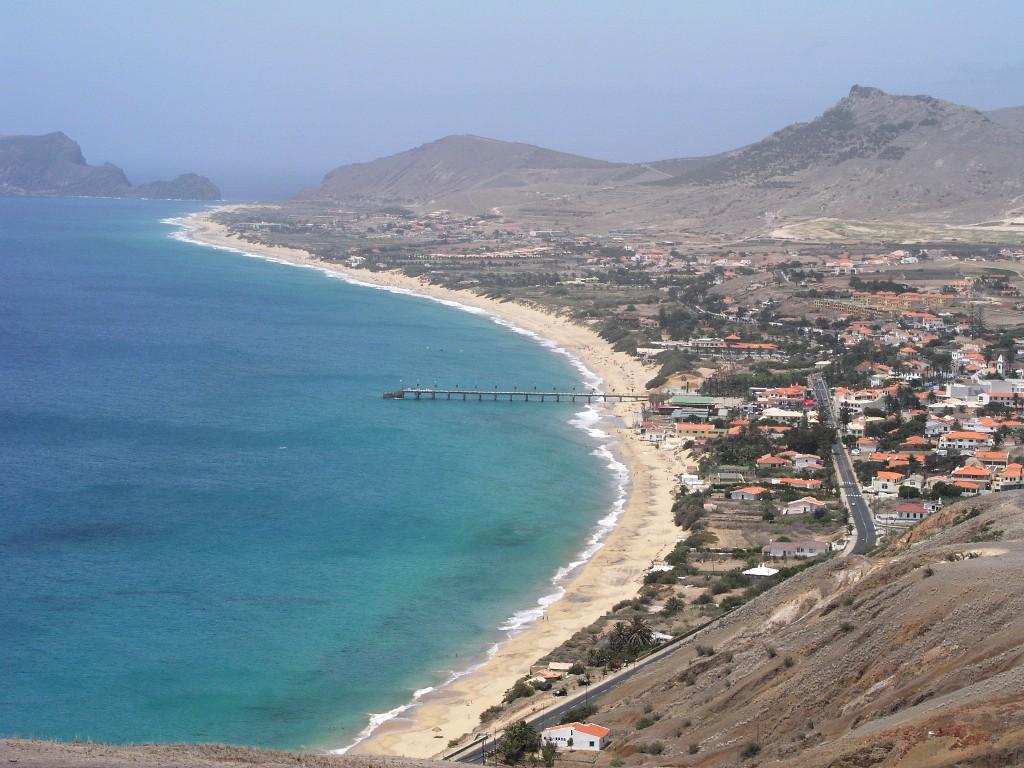
La gran playa de la isla de Porto Santo.

| Parámetros climáticos promedio de Funchal, capital de Madeira                            | Parámetros climáticos promedio de Funchal, capital de Madeira | Parámetros climáticos promedio de Funchal, capital de Madeira | Parámetros climáticos promedio de Funchal, capital de Madeira | Parámetros climáticos promedio de Funchal, capital de Madeira | Parámetros climáticos promedio de Funchal, capital de Madeira | Parámetros climáticos promedio de Funchal, capital de Madeira | Parámetros climáticos promedio de Funchal, capital de Madeira | Parámetros climáticos promedio de Funchal, capital de Madeira | Parámetros climáticos promedio de Funchal, capital de Madeira | Parámetros climáticos promedio de Funchal, capital de Madeira | Parámetros climáticos promedio de Funchal, capital de Madeira | Parámetros climáticos promedio de Funchal, capital de Madeira | Parámetros climáticos promedio de Funchal, capital de Madeira |
| Mes                                                                                      | Ene.                                                          | Feb.                                                          | Mar.                                                          | Abr.                                                          | May.                                                          | Jun.                                                          | Jul.                                                          | Ago.                                                          | Sep.                                                          | Oct.                                                          | Nov.                                                          | Dic.                                                          | Anual                                                         |
| ---------------------------------------------------------------------------------------- | ------------------------------------------------------------- | ------------------------------------------------------------- | ------------------------------------------------------------- | ------------------------------------------------------------- | ------------------------------------------------------------- | ------------------------------------------------------------- | ------------------------------------------------------------- | ------------------------------------------------------------- | ------------------------------------------------------------- | ------------------------------------------------------------- | ------------------------------------------------------------- | ------------------------------------------------------------- | ------------------------------------------------------------- |
| Temp. máx. media (°C)                                                                    | 19.1                                                          | 19.1                                                          | 19.5                                                          | 19.6                                                          | 20.9                                                          | 22.3                                                          | 24.3                                                          | 25.6                                                          | 25.7                                                          | 24.2                                                          | 22.0                                                          | 20.0                                                          | 21.8                                                          |
| Temp. media (°C)                                                                         | 16.1                                                          | 16.0                                                          | 16.3                                                          | 16.5                                                          | 17.8                                                          | 19.4                                                          | 21.2                                                          | 22.3                                                          | 22.3                                                          | 20.9                                                          | 18.8                                                          | 17.0                                                          | 18.6                                                          |
| Temp. mín. media (°C)                                                                    | 13.1                                                          | 12.8                                                          | 13.0                                                          | 13.4                                                          | 14.6                                                          | 16.5                                                          | 18.0                                                          | 18.9                                                          | 18.9                                                          | 17.6                                                          | 15.6                                                          | 13.9                                                          | 15.5                                                          |
| Lluvias (mm)                                                                             | 102.7                                                         | 87.2                                                          | 63.6                                                          | 38.9                                                          | 18.9                                                          | 11.9                                                          | 25                                                            | 31                                                            | 36.7                                                          | 75.0                                                          | 100.8                                                         | 99.9                                                          | 691.6                                                         |
| Días de lluvias (≥ 0.1 mm)                                                               | 12                                                            | 11                                                            | 10                                                            | 8                                                             | 5                                                             | 3                                                             | 1                                                             | 2                                                             | 6                                                             | 9                                                             | 11                                                            | 13                                                            | 91                                                            |
| Horas de sol                                                                             | 167.4                                                         | 171.1                                                         | 204.6                                                         | 225.0                                                         | 213.9                                                         | 198.0                                                         | 244.9                                                         | 260.4                                                         | 225.3                                                         | 204.6                                                         | 168.0                                                         | 164.3                                                         | 2447.5                                                        |
| Fuente: World Meteorological Organization (UN), Climatetemp.info for Sunshine hours data |                                                               |                                                               |                                                               |                                                               |                                                               |                                                               |                                                               |                                                               |                                                               |                                                               |                                                               |                                                               |                                                               |

### Inundaciones
Lluvias torrenciales en Madeira, ocurridas el 20 de febrero de 2010, produjeron graves daños materiales, y una cifra aproximada de 48 muertos y 250 heridos.

### Flora y fauna
El archipiélago de Madeira tiene numerosos endemismos de fauna y flora.

#### Isla de Madeira
En la isla de Madeira se encuentran restos del primitivo bosque húmedo, y muy denso, común a toda la Macaronesia. Los bosques de laurisilva cubrían casi totalmente la isla, antes de que los colonizadores los incendiasen, para seguidamente establecer granjas y cultivos. Dichos bosques relictos son Patrimonio de la Humanidad por la Unesco desde 1999.

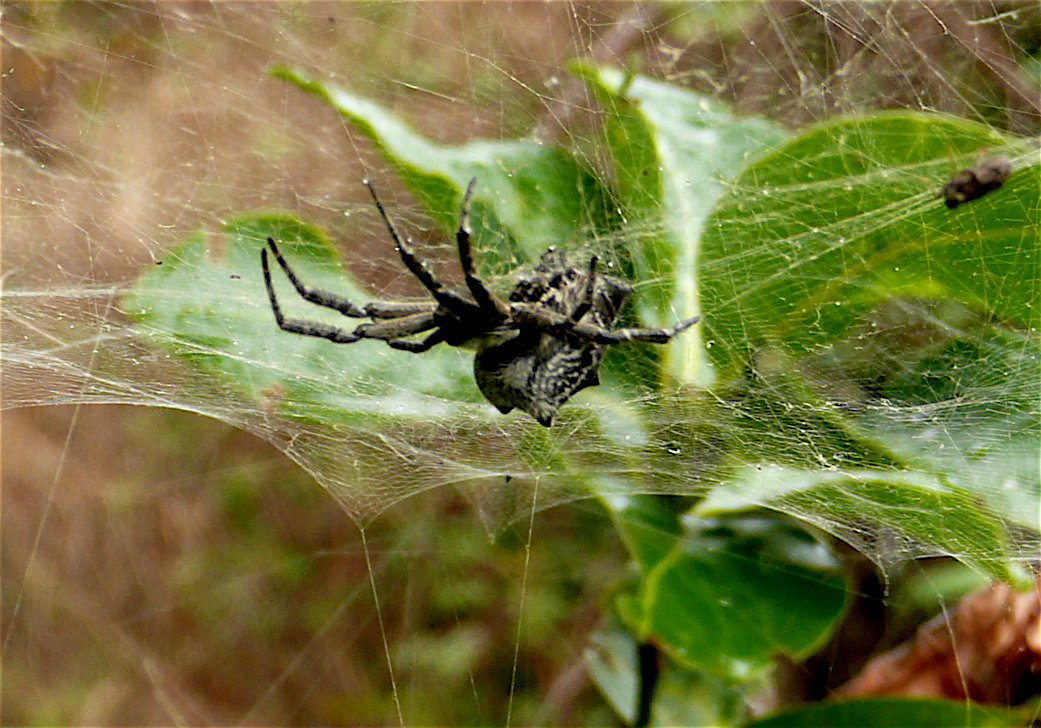
En Madeira se encuentran numerosas especies de Arañas

##### Aves
Son aves endémicas de Madeira el reyezuelo de Madeira (Regulus ignicapillus madeirensis), el petrel de Madeira (Pterodroma madeira), el pinzón de Madeira (Fringilla coelebs madeirensis) y la paloma de Madeira (Columba trocaz).

##### Insectos
Cerca del 20 % de los insectos son endémicos de la isla de Madeira.

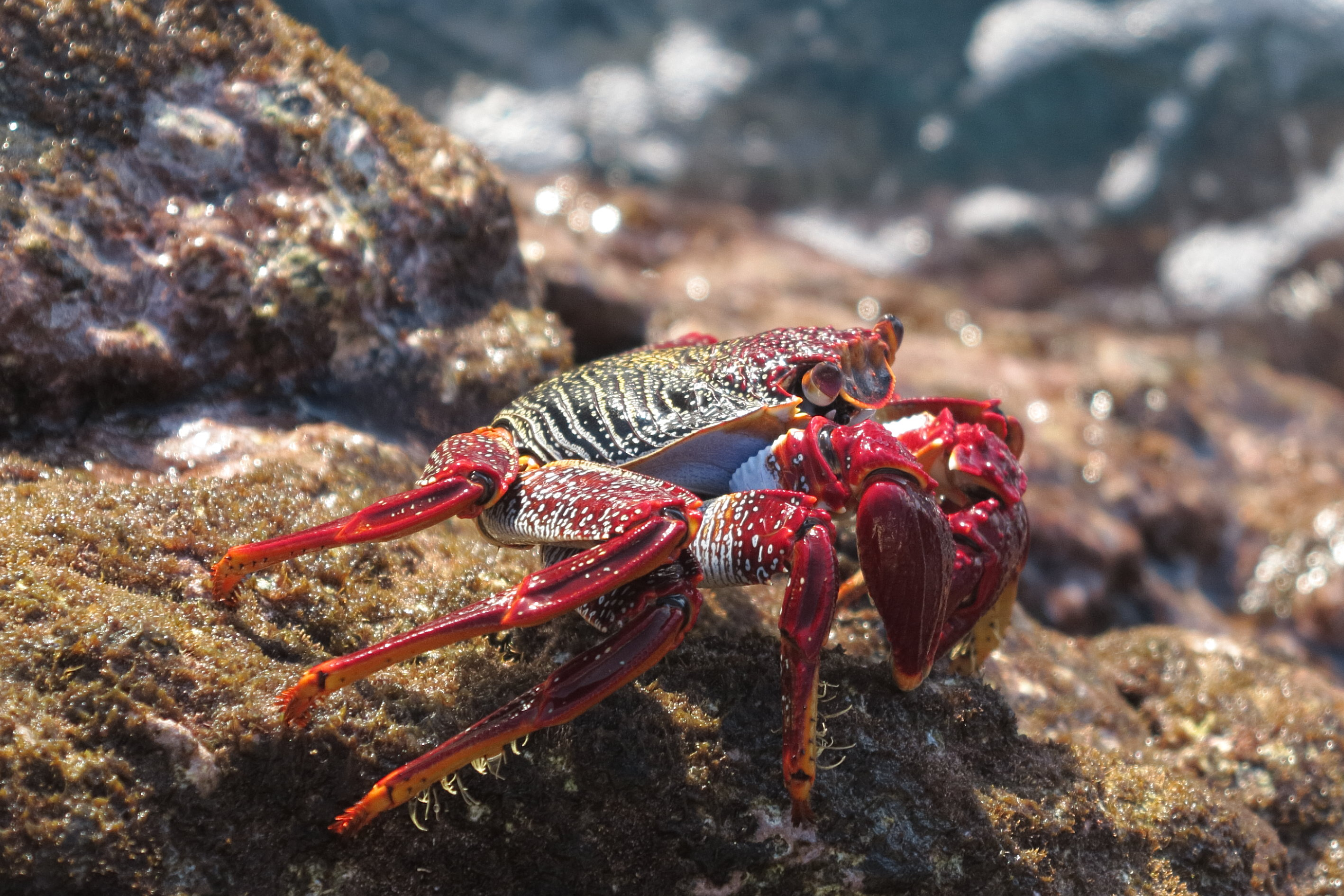
Un Cangrero Rojo en Madeira (Grapsus adscensionis) crustáceo propio de las costas atlánticas de las Islas Canarias, Azores, Islas Salvajes, Madeira, Marruecos, y la Isla Ascensión

#### Islas Desertas
Las Islas Desertas están catalogadas como reserva natural desde 1990. En ellas habita un importante número de moluscos terrestres endémicos. En sus costas viven algunos ejemplares de foca monje (Monachus monachus) y nidifican muchas aves marinas diferentes: la pardela cenicienta (Calonectris diomedea borealis), el paíño de Madeira (Oceanodroma castro), el petrel de Bulwer (Bulweria bulwerii) y el petrel gon-gon (Pterodroma feae).

#### Fauna marina
En sus costas habitan, entre otras muchas especies, meros (Epinephelus marginatus), sargos (Diplodus sargus), bodiãoes o vieja colorada (Sparisoma cretense), pargos (Pagrus pagrus), garoupas (Serranus atricauda), varias especies de atunes, charuteiros (Seriola spp.), chicharros (Trachurus picturatus), espadins azules (Makaira nigricans), cavacos (Scyllarides latus) y las lapas (Patella piperata) muy apreciadas en la gastronomía madeirense.
En las aguas más profundas del archipiélago se pueden observar ballenas, delfines, cachalotes (Physeter macrocephalus) o tortuga boba (Caretta caretta).

## Economía

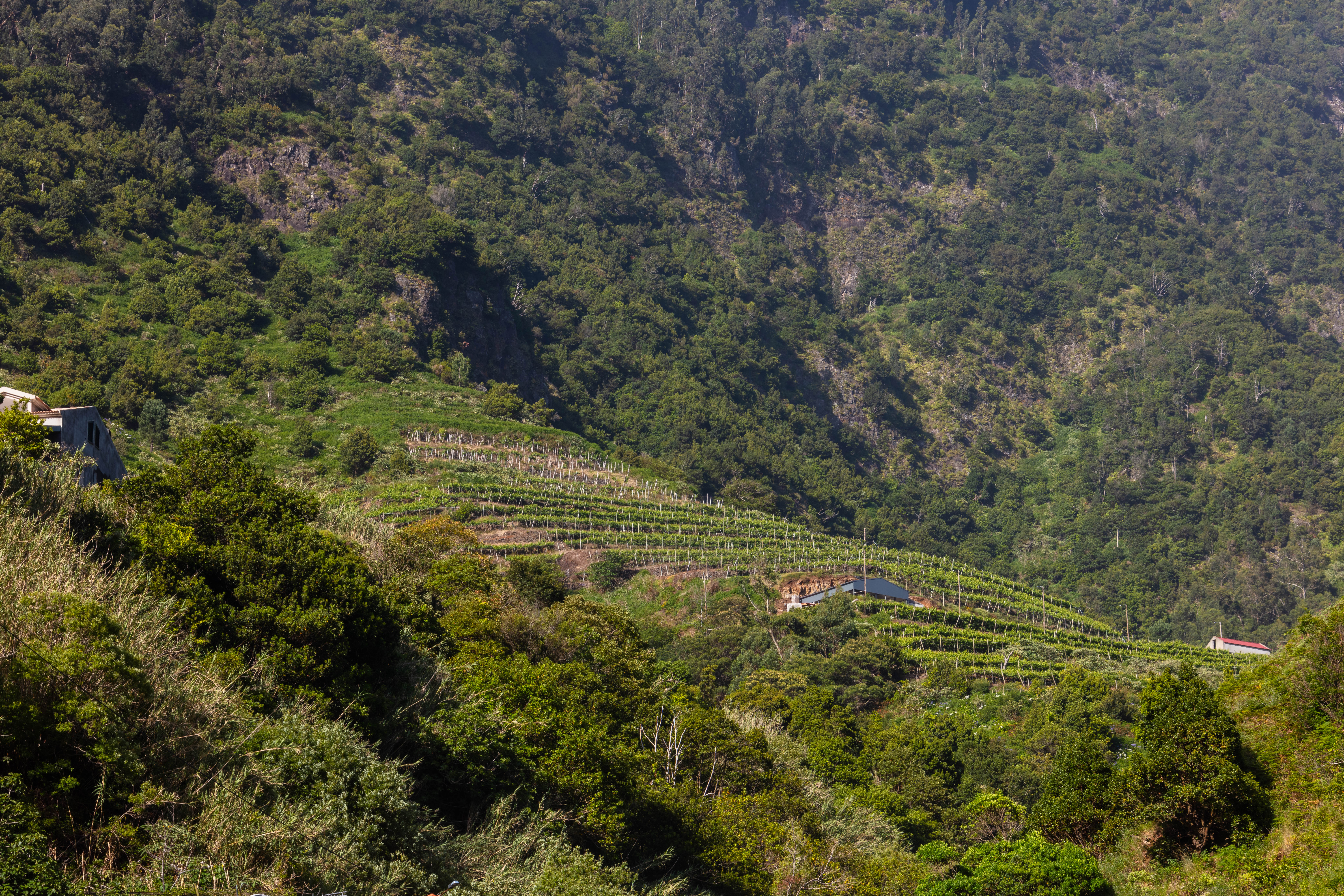
Viñedos, San Vicente.

La principal actividad económica de la región es el turismo, ya que recibe visitantes sobre todo de Europa. Apenas el 1 % de la población se dedica al sector primario, el 23,50 % al sector secundario y el 75,50 % al sector turístico y de servicios. El Aeropuerto Internacional de Madeira es el principal aeropuerto del archipiélago. Dentro de la Región Autónoma de Madeira existe también el aeropuerto de Porto Santo ubicado en la isla de Porto Santo.
El otro pilar económico es la agricultura. Destaca especialmente el cultivo de la vid, que produce el famoso Vino madeira. Asimismo, la isla produce plátanos, flores exóticas, frutas subtropicales y tropicales (mangos, papayas, piñas, guayabas, aguacate y maracuyá), caña azucarera y café, entre otras.

### Agricultura
La agricultura fue históricamente el sector dominante en la economía de Madeira, del que vivía la mayor parte de la población. Aunque el suelo volcánico es fértil, el relieve montañoso (que llevó a la plantación en terrazas o poios, como se conocen regionalmente) impide la mecanización.

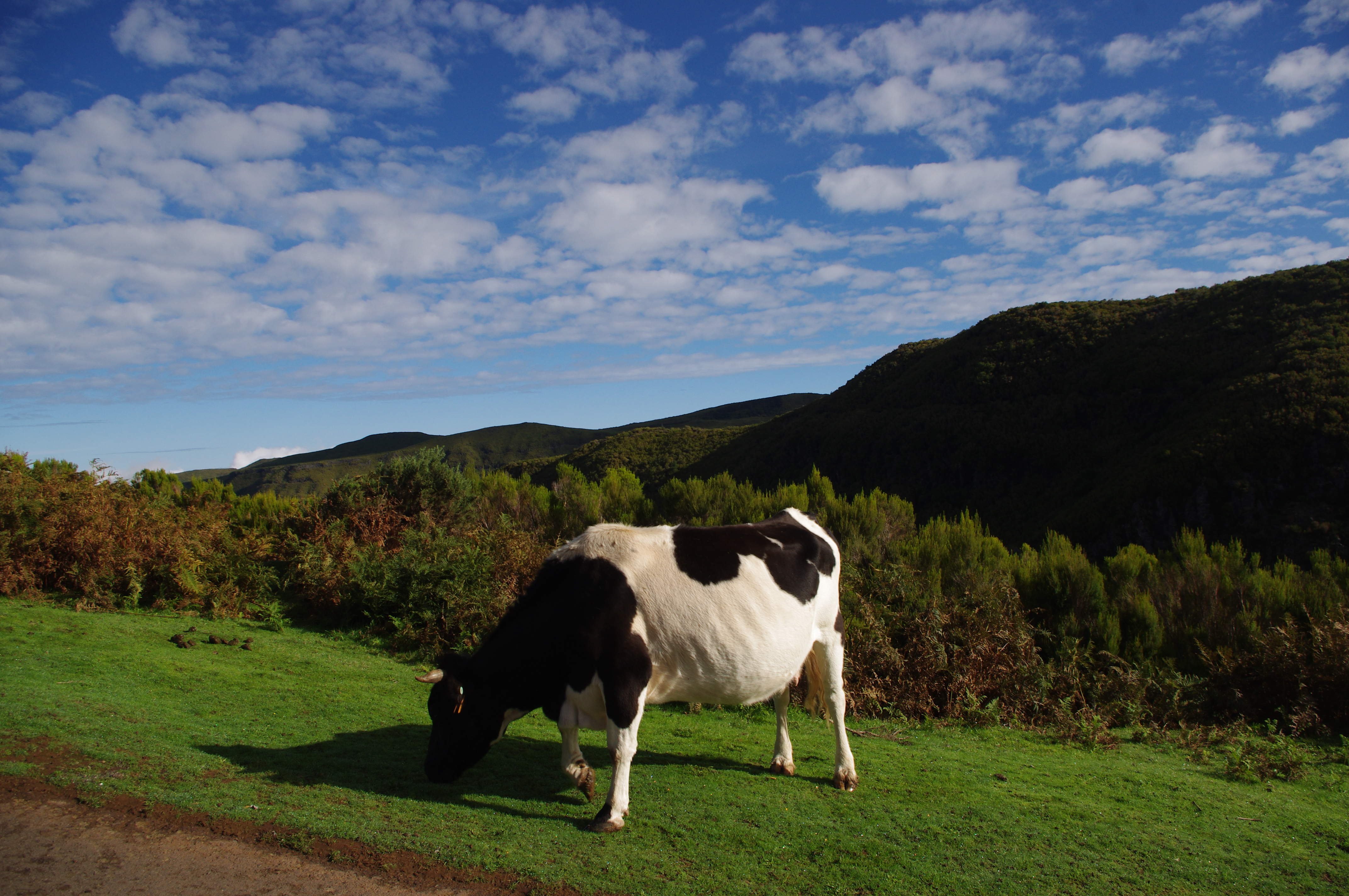
Ganado vacuno en Madeira

En cuanto a la organización del espacio agrícola, se distinguen tres niveles. En las tierras bajas próximas al mar se sitúan los cultivos de mayor rendimiento, como el plátano de Madeira, la chirimoya, el mango, la caña de azúcar y la fruta de la pasión y otras especies tropicales. En un nivel intermedio se encuentran cultivos alimentarios como patatas, judías, trigo y maíz y frutales mediterráneos (higos, nísperos), en un sistema de policultivo. A mayor altitud hay pastos, pinares y bosques. La isla de Madeira es famosa por la calidad de sus frutas de chirimoya, que se cultivan hasta una altitud de 550 m sobre el nivel del mar en la costa sur de la isla y hasta 280 m sobre el nivel del mar en el norte de la isla.
La ganadería complementa la actividad agrícola. El tipo de ganado predominante es el ovino y el caprino, con menor presencia del vacuno. Además de su papel en la alimentación, el ganado proporciona fertilizante natural.
La pesca se realiza a pequeña escala. Las principales especies capturadas son el atún y el pez espada.
Actualmente, el turismo es una fuente media de ingresos para la economía madeirense. En el sector agrícola, la producción de plátanos, que se destina principalmente al consumo regional y nacional, las flores y el famoso vino de Madeira también contribuyen de forma importante a la economía regional.

### Industria
La actividad industrial en la Región Autónoma de Madeira se ha diversificado cada vez más, pero aún destacan las pequeñas industrias, como las orientadas al consumo local (pastas alimenticias, productos lácteos, producción y envasado de azúcar, cemento, entre otros) y las de carácter artesanal: bordados de Madeira, tapices y artículos de mimbre.
La industria existente se concentra en los consejos de Funchal, Câmara de Lobos, Santa Cruz y Machico.
Contribuyendo muy positivamente al desarrollo económico de Madeira, no hay que olvidar la actividad desarrollada por la Zona franca Industrial de Madeira (Zona Franca Industrial da Madeira), en Caniçal, que integra actividades financieras, industriales y comerciales y consiste en un conjunto de incentivos fiscales y financieros de los que pueden beneficiarse todas las empresas que se instalen allí.
Madeira tiene una política fiscal muy atractiva, aplicando a todos los contribuyentes (tanto familias como empresas) tasas muy inferiores a las practicadas en casi toda la Unión Europea. Este hecho ha situado a Madeira en el mapa económico y financiero mundial, como lugar propicio para la inversión. Muchas empresas, portuguesas y extranjeras, han invertido en el territorio.

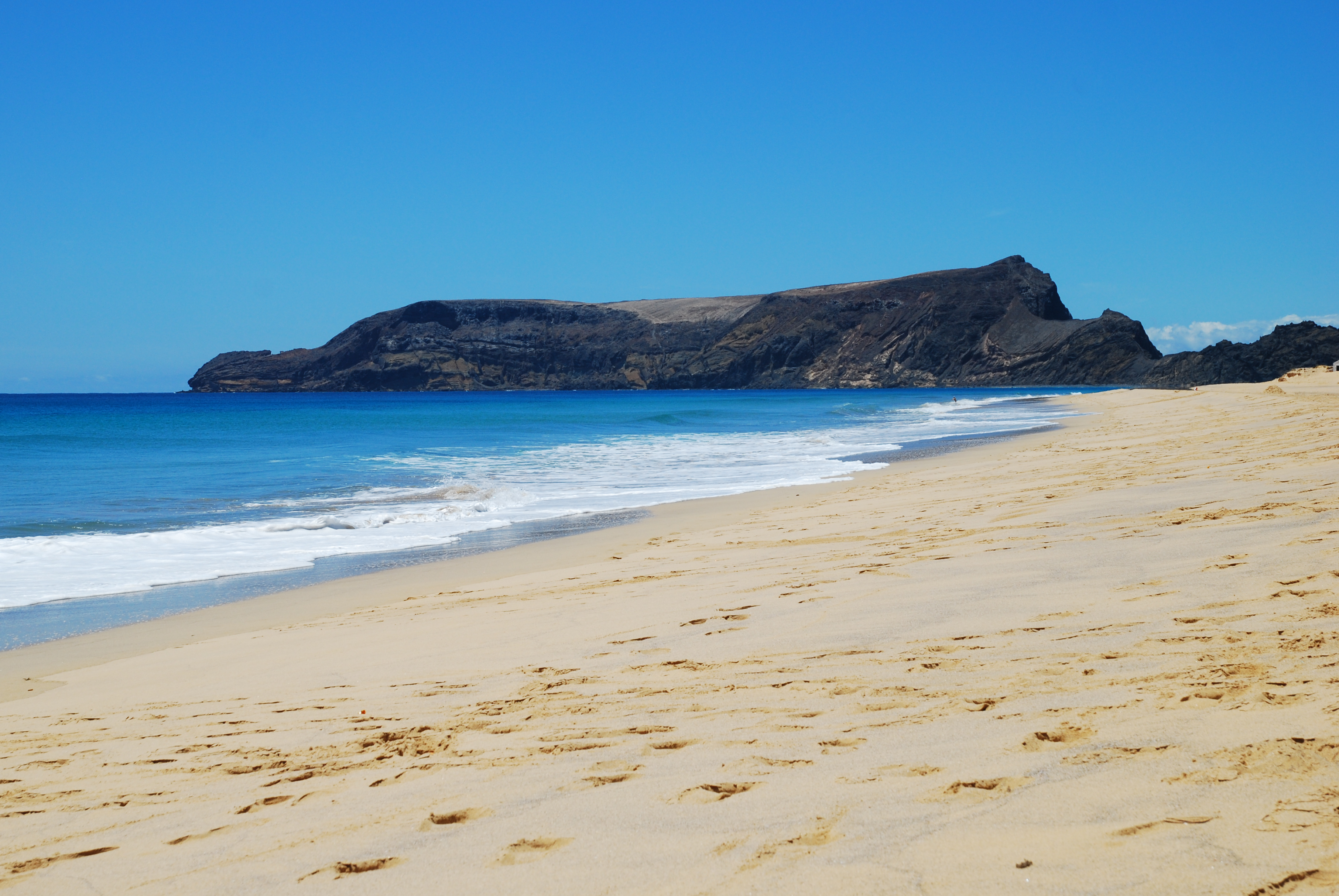
Playa de Madeira

### Turismo
El turismo en Madeira es una fuente media de ingresos para la economía madeirense y por eso se dice que la isla vive y respira Turismo.
Con una economía dependiente del turismo es necesario crear eventos atractivos que aumenten la demanda de la isla. Desde entonces, Madeira ya cuenta con varias atracciones turísticas anuales frecuentes como:
- El Carnaval, ha demostrado ser un importante cartel que aporta una ocupación hotelera que ronda el 70 %. El gran Cortejo Alegórico, formado por 7 u 8 comparsas regionales que desfilan por las principales avenidas de Funchal, al son y ritmo de la samba, con mucho colorido, alegría y es la gran atracción en esta época del año. También se une a esta fecha el Cortejo do Trapalhão, que acompaña a los madeirenses desde hace mucho tiempo y envuelve, en medio de mucha diversión, la sátira;

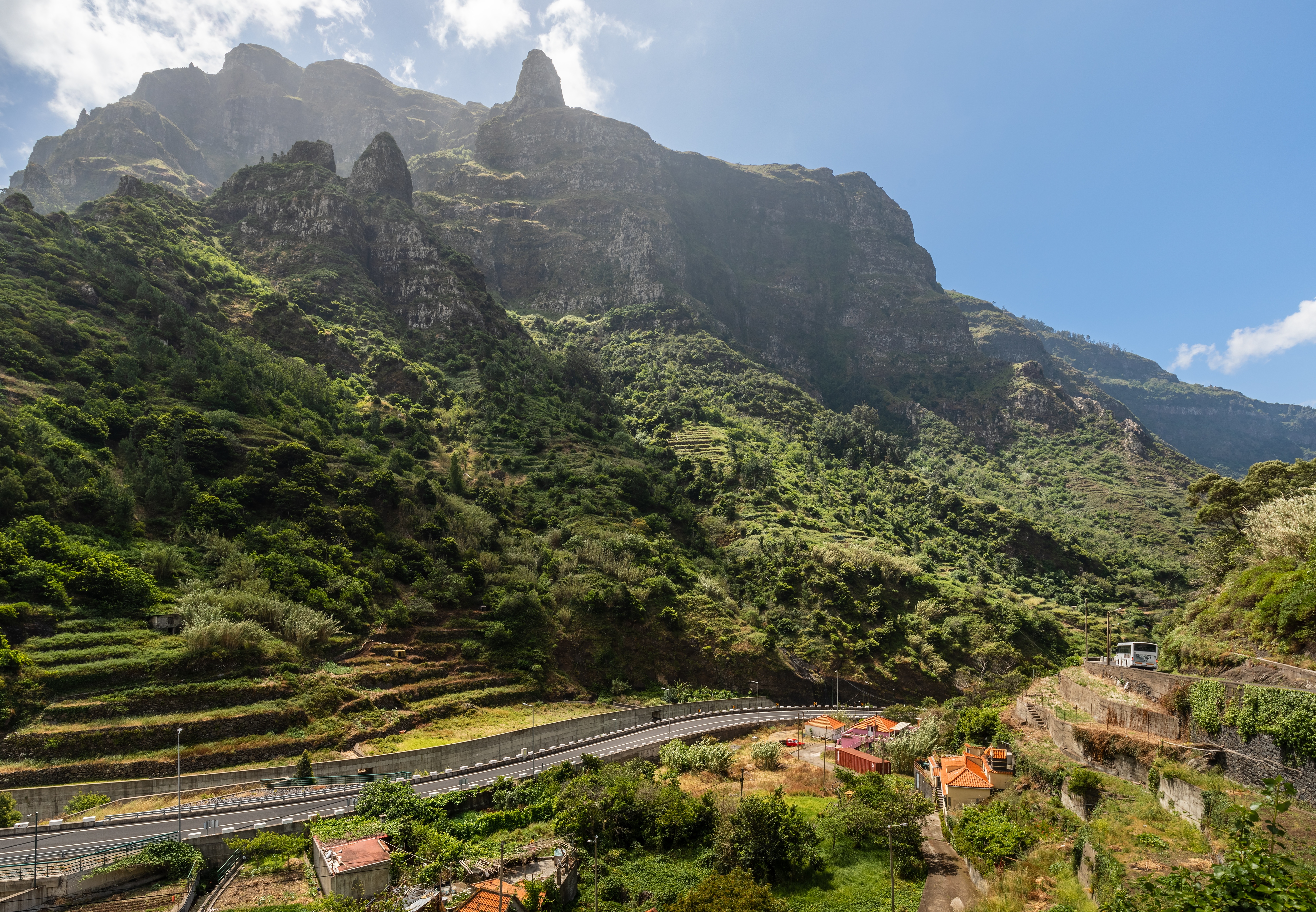
El valle de Ribeira Brava y el pico de la Cruz en la sierra de Agua, Madeira

- Madeira es famosa por la calidad de su fruta, la chirimoya.[23] A Festa da Anona (fiesta de la chirimoya) es una tradición que se celebra anualmente en la parroquia de Faial. Este evento fomenta el consumo de esta fruta y sus derivados, como licores, pudines, helados y batidos;[24]
- La fiesta de las Flores, es la gran apuesta de la Secretaría de Turismo y es el segundo mayor cartel turístico de la región, trayendo una ocupación hotelera que ronda el 80-85 %. Es un evento único en el mundo, y ofrece a turistas y residentes una gran variedad de alfombras florales, un desfile alegórico donde desfilan 8 comparsas mostrando la fauna/flora y la Historia de Madeira, dando una gran satisfacción a los turistas que prometen visitar Madeira en los próximos años;
- El Festival Atlántico, todos los sábados del mes de junio, tiene lugar en el muelle de Funchal un espectáculo pirotécnico de varios países que compiten por mostrar sus fuegos artificiales al final del año. Este espectáculo ha demostrado ser una apuesta ganadora, no sólo para los turistas, sino también para los madeirenses;
- El Rally del Vino de Madeira, que se celebra a finales de julio o principios de agosto, es una de las pruebas del Campeonato de Portugal de Rally. Esta competición reúne a varios pilotos regionales, nacionales y mundiales, que anualmente reúnen una lista de entre 60 y 70 inscritos, muchos de ellos asociados a la competición IRC;
- Fiesta del Vino, que se celebra en septiembre en la avenida Arriaga;
- Fiestas cristianas de Navidad y Año Nuevo.

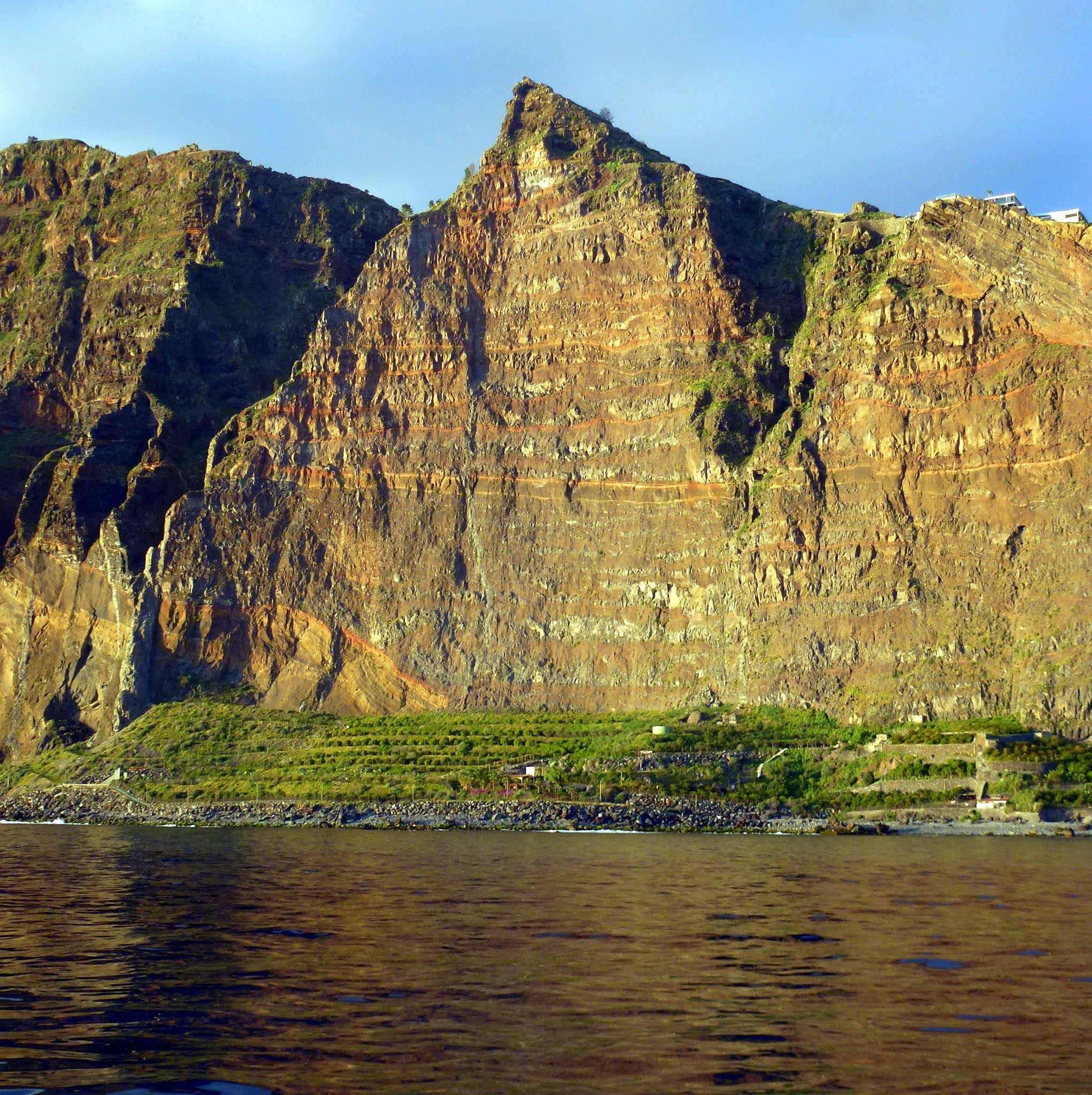
Fajã dos Padres, Madeira

Las tradiciones cristianas de la época navideña, muy arraigadas en las costumbres de los madeirenses, se combinan con las manifestaciones de alegría por la llegada del nuevo año en un rico y extenso programa de eventos culturales, etnográficos y artísticos que comienzan en noviembre con la inauguración del alumbrado público en el centro de Funchal y se prolongan durante todo el mes de diciembre hasta el día de Reyes.
A mediados de noviembre comienzan los preparativos para convertir la ciudad de Funchal en un auténtico belén a tamaño natural.
Las calles se decoran con luces de todos los tamaños y colores, creando diseños con un fuerte simbolismo de la isla y de la estación.
En diciembre, las plazas se adornan con flores: crisantemos, acebos, zapatitos, todo contribuye a alegrar las calles de Funchal. Y también está la música navideña que se infiltra, casi mágicamente, por todas las calles y contagia a todo el mundo.

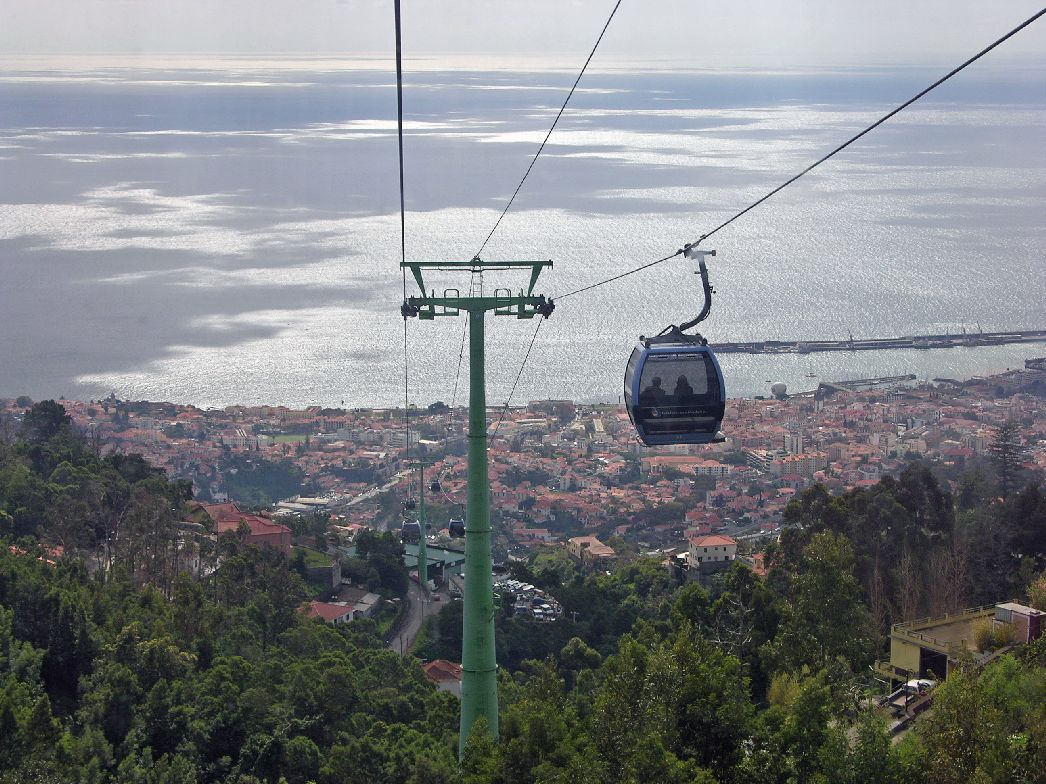
Teleférico de la isla

En este ambiente de gran alegría, las calles se llenan de gente. Algunos vienen a hacer sus compras navideñas, otros sólo quieren sentir el murmullo de esos días que preceden a la festividad. También comienzan los actos culturales, con diversas exposiciones alusivas a la época y al archipiélago, así como espectáculos musicales de calidad.
Después de Navidad, continúa el bullicio, esta vez para marcar el último día del año en la memoria de todos.
Con el anfiteatro de Funchal transformado en un grandioso belén iluminado con más de 250 000 bombillas de colores, y con las laderas de las colinas pintadas de blanco por las luces colocadas especialmente para la ocasión, el escenario está preparado para un espectáculo inolvidable.
A las doce en punto del 31 de diciembre, el cielo se ilumina con fuego, color y esperanza para un año que no puede empezar de mejor manera.
Madeira ostenta el récord Guinness de mayor espectáculo pirotécnico del mundo. Este récord se alcanzó en el año 2006 y se batió en 2010. Así, la Nochevieja es la mayor atracción turística de la región, con una tasa de ocupación hotelera en torno al 90-95 %, llegando al 100 % en muchas ocasiones.

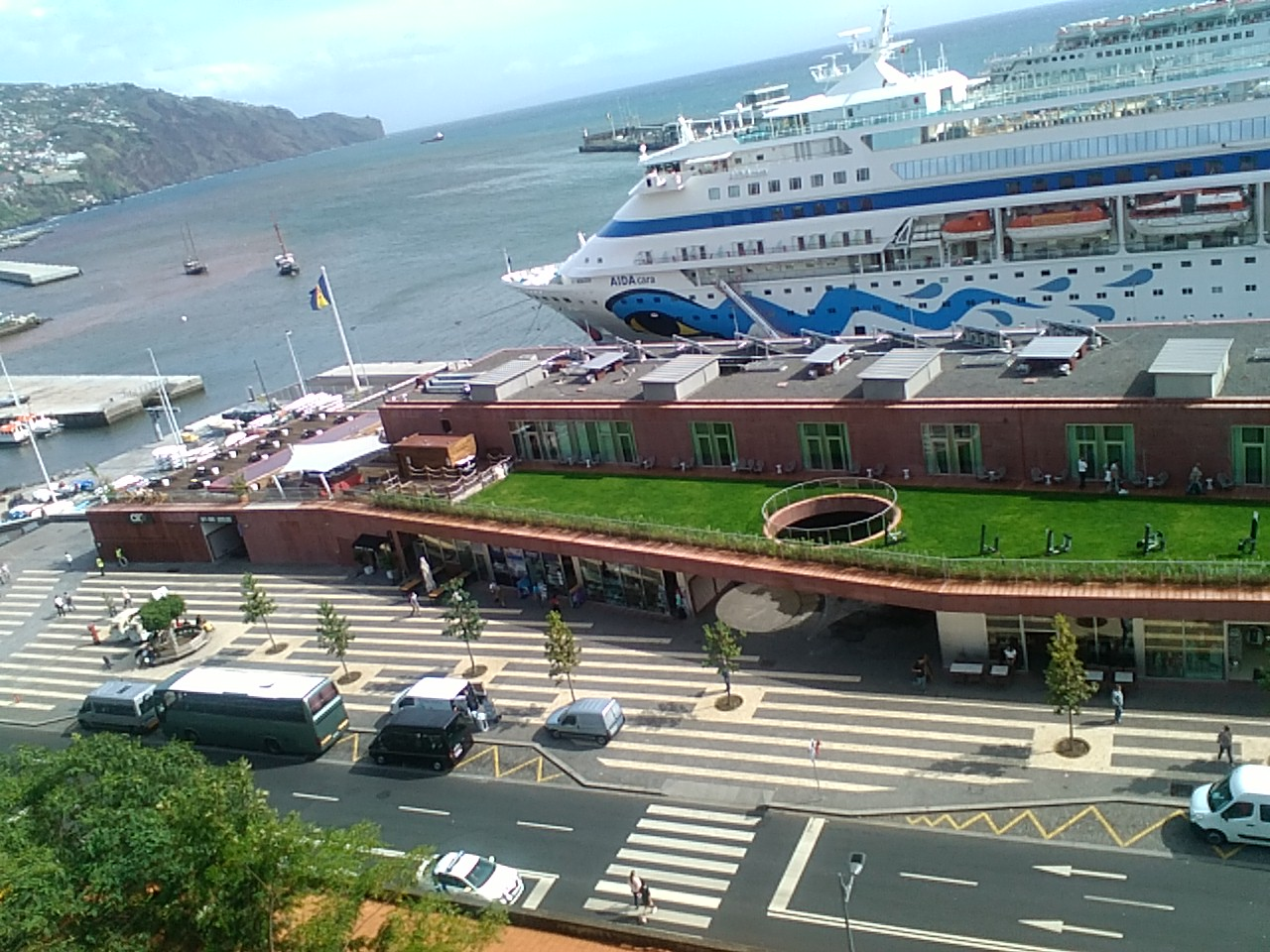
El Museo CR7 dedicado a Cristiano Ronaldo junto al puerto de la ciudad Funchal, Madeira

Por otra parte, hay varios aspectos que atraen a los turistas a esta región. Entre ellos destacan el clima, la posibilidad de combinar actividades marítimas y de montaña, algo posible gracias al relieve y a la geografía de la región, la existencia de la posibilidad de realizar una amplia gama de actividades deportivas y de observación de la Naturaleza, posible gracias a los senderos y a las tradicionales levadas.
Actualmente, la Isla cuenta con más de 200 levadas, entre las que destacan "Caldeirão Verde", "Caldeirão do Inferno" y "25 Fontes". En estos senderos es posible observar la rica fauna y flora de la isla de Madeira, así como la exuberancia de la laurisilva. Los recursos existentes tienen diferentes grados de dificultad, lo que permite el acceso a diferentes públicos que tienen contacto directo con la naturaleza. La práctica de estos paseos ayuda a los viajeros a relajarse y disfrutar de lo mejor de la naturaleza.
Además cuenta con el Museo CR7, Museo Universo de la Memoria João Carlos Abreu, Casa Museo Frederico de Freitas.

### Centro Internacional de Negocios de Madeira

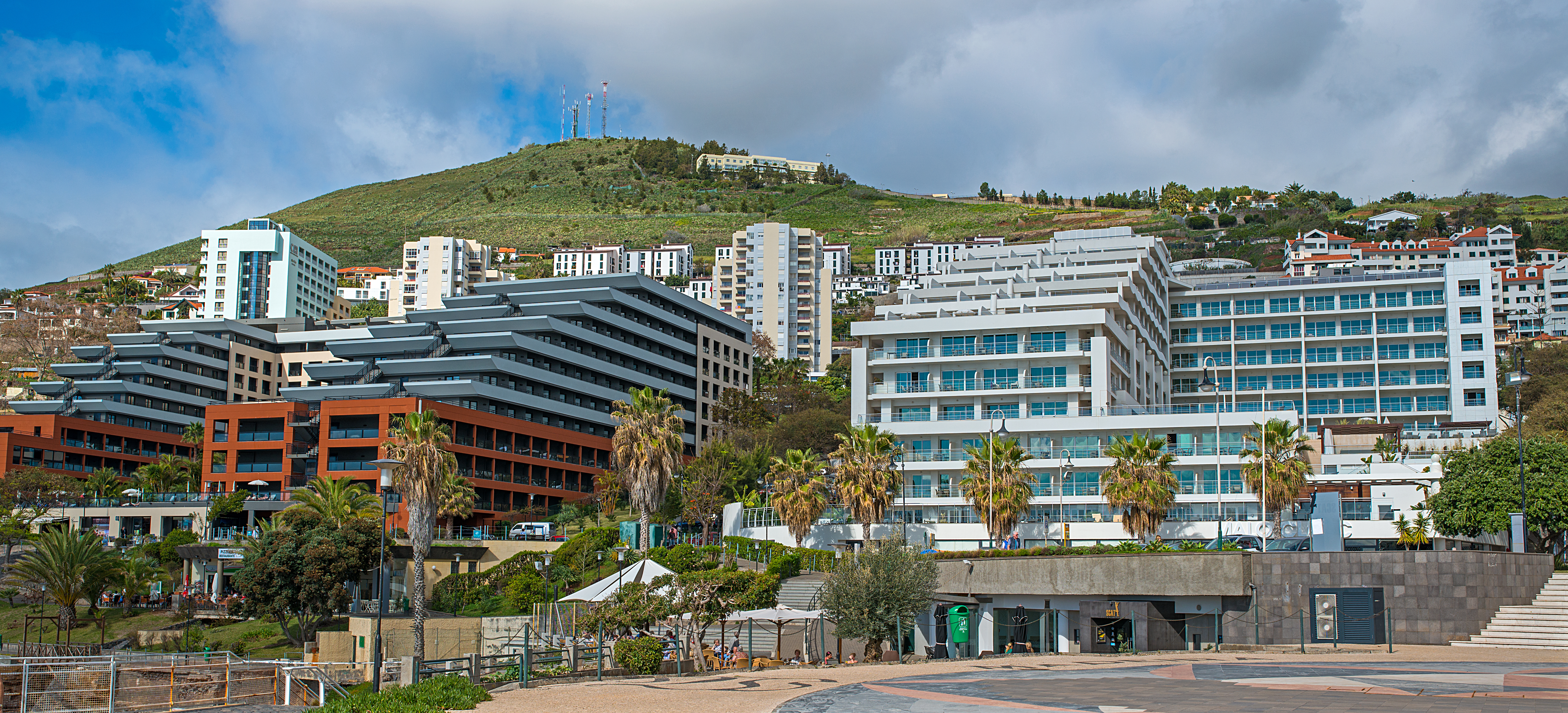
Hoteles de Funchal.

La creación de una zona franca, también conocida como Centro Internacional de Negocios de Madeira (Centro Internacional de Negócios da Madeira-CINM), ha permitido la instalación, en condiciones más favorables, de infraestructuras, talleres de producción y servicios esenciales para las pequeñas y medianas empresas industriales.
El Centro Internacional de Negocios de Madeira comprende actualmente tres sectores de inversión: la Zona Franca Industrial, el Registro Marítimo Internacional - MAR y los Servicios Internacionales. El régimen fiscal de Madeira fue aprobado por la Comisión Europea como ayuda de Estado legal y su plazo fue recientemente prorrogado por la C. E. hasta finales de 2027. El Centro Internacional de Negocios de Madeira, también conocido como Zona Franca de Madeira, fue creado formalmente en la década de 1980 como una herramienta de política económica regional. Consiste en un conjunto de incentivos, principalmente de carácter fiscal, concedidos con el objetivo de atraer la inversión interna en Madeira, reconocida como el mecanismo más eficaz para modernizar, diversificar e internacionalizar la economía regional. La decisión de crear el Centro Internacional de Negocios de Madeira fue el resultado de un minucioso proceso de análisis y estudio.

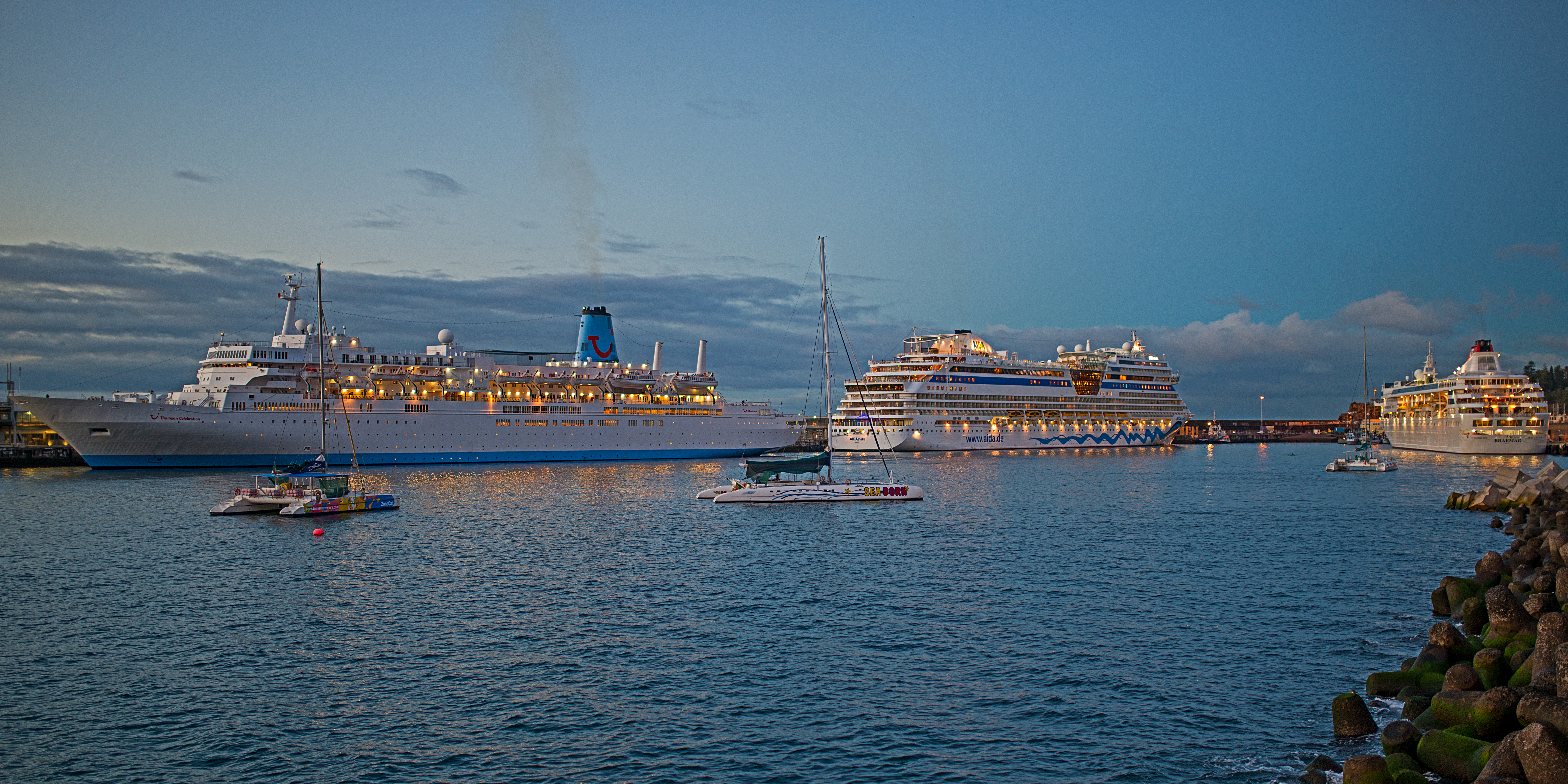
Puerto de Funchal

Desde el principio, se han ofrecido condiciones operativas y fiscales favorables en el contexto de un régimen fiscal preferente, plenamente reconocido y aprobado por la Comisión Europea en el marco de las ayudas estatales con fines regionales y en los términos para las Regiones Ultraperiféricas establecidos en los Tratados, concretamente en el artículo 299 del Tratado de la Unión Europea. El CINM está, por tanto, plenamente integrado en el ordenamiento jurídico portugués y de la UE y, en consecuencia, está regulado y supervisado por las autoridades portuguesas y de la UE competentes en un entorno empresarial transparente y estable, marcando una clara diferencia con los denominados «paraísos fiscales» y «jurisdicciones extraterritoriales», desde su creación.
En 2015, la Comisión Europea autorizó el nuevo régimen de ayudas estatales para las nuevas empresas constituidas entre 2015 y 2020 y la ampliación del plazo de las reducciones fiscales hasta finales de 2027. El actual régimen fiscal está recogido en el artículo 36.º-A del Estatuto de Incentivos Fiscales de Portugal.
Los datos disponibles demuestran claramente la contribución que este programa de desarrollo ha aportado a la economía local a lo largo de sus 20 años de existencia: impacto en el mercado laboral local, a través de la creación de puestos de trabajo cualificados para la población joven, pero también para los profesionales madeirenses que han regresado a Madeira gracias a las oportunidades ahora creadas; aumento de la productividad debido a la transferencia de conocimientos técnicos y a la aplicación de nuevas prácticas y tecnologías empresariales; influencia indirecta en otros sectores de actividad: el turismo de negocios se beneficia de las visitas de inversores y de sus clientes y proveedores, y otros sectores como el inmobiliario, las telecomunicaciones y otros servicios se benefician del crecimiento de su base de clientes; impacto en las fuentes directas de ingresos: las empresas atraídas por el CINM representan más del 40 % de los ingresos en concepto de impuesto de sociedades para el Gobierno de Madeira y cerca de 3000 puestos de trabajo, la mayoría cualificados, entre otros beneficios. También hay por encima de los salarios medios pagados por las empresas en el CINM en comparación con los salarios pagados en los otros sectores de actividad en Madeira.

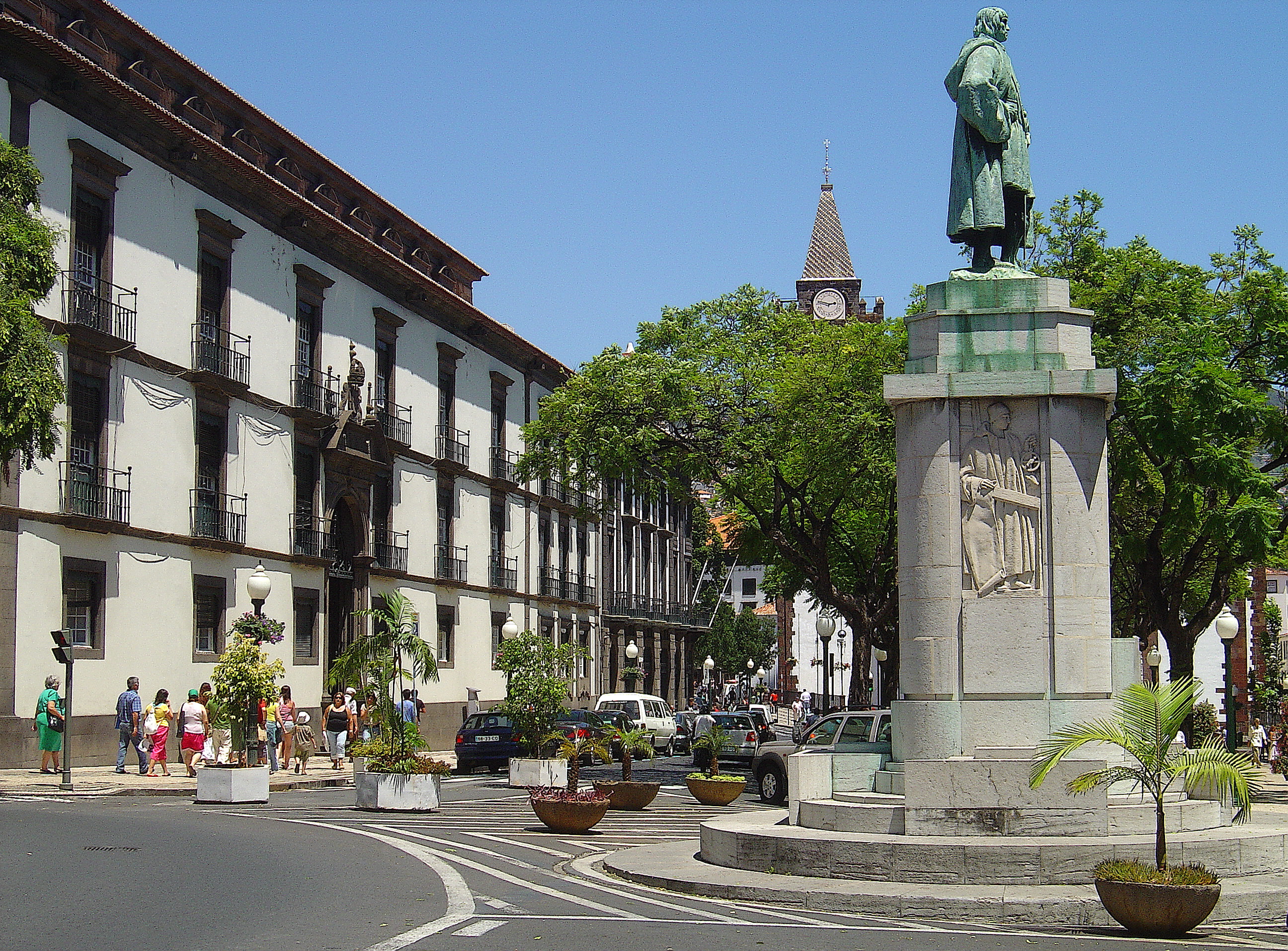
Edificio del Gobierno regional de Madeira

## Política y gobierno
Debido a su peculiar geografía, economía, situación social y cultural, así como a las históricas aspiraciones autonómicas de la población isleña de Madeira, en 1976 se creó la Región Autónoma de Madeira. Aunque se trata de una región autónoma político-administrativa, la constitución portuguesa especifica una conexión tanto regional como nacional, obligando a sus administraciones a mantener los principios democráticos y promover los intereses regionales, sin dejar de reforzar la unidad nacional.
Según lo definido por la constitución portuguesa y otras leyes, Madeira posee su propio estatuto político y administrativo y tiene su propio gobierno. Los poderes del Estado son el Gobierno Regional (Governo Regional da Madeira) y la Asamblea Legislativa (Assembleia Legislativa da Madeira), esta última elegida por sufragio universal, según el método D'Hondt de representación proporcional.
El Presidente del Gobierno Regional es nombrado por el representante de la República en función de los resultados de las elecciones a las Asambleas Legislativas.

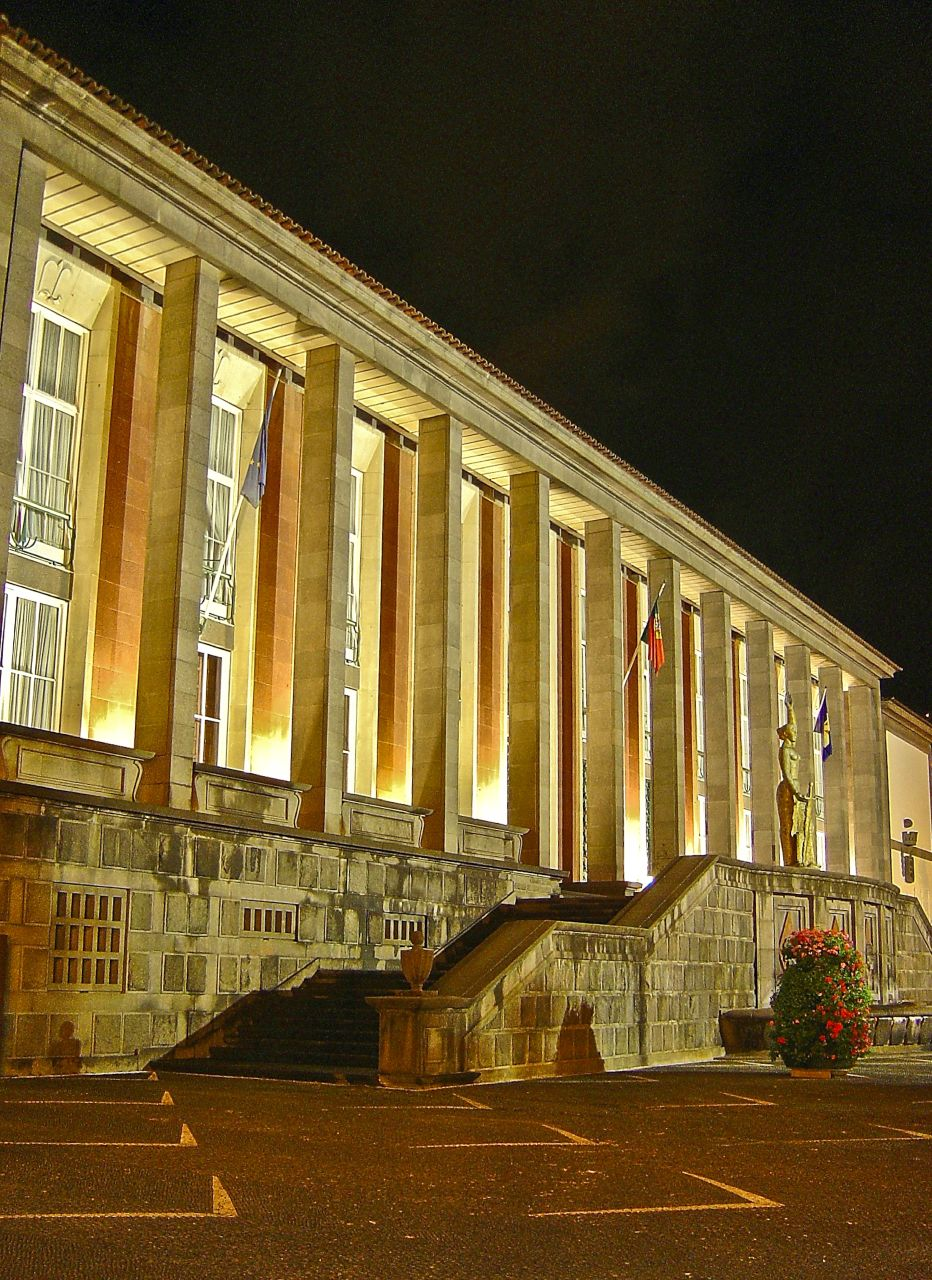
Palacio de Justicia de Madeira (Palácio da Justiça)

La soberanía de la República Portuguesa estaba representada en Madeira por el ministro de la República, propuesto por el Gobierno de la República y nombrado por el presidente de la República. Sin embargo, tras la aprobación de la sexta enmienda a la Constitución portuguesa en 2006, el ministro de la República fue sustituido por un Representante de la República, menos poderoso, que es nombrado por el presidente, tras escuchar al Gobierno, pero que por lo demás es una prerrogativa presidencial. Los otros cometidos del Representante de la República son firmar y ordenar la publicación de los decretos legislativos regionales y de los decretos reglamentarios regionales o ejercer el derecho de veto sobre las leyes regionales, en caso de que éstas sean inconstitucionales.

### Poder legislativo
La Asamblea Legislativa de Madeira es el órgano legislativo de la región autónoma portuguesa de Madeira. Las últimas elecciones regionales se celebraron el 22 de septiembre de 2019 y el partido más votado fue el Partido Socialdemócrata con 56 448 votos (39,42 % de participación), que en solitario tiene mayoría absoluta en la asamblea.
El Estatuto Político y Administrativo de la Región Autónoma de Madeira, establece claramente que la Asamblea Legislativa tiene las siguientes competencias:

#### Competencias políticas
- Aprobar el Programa de Gobierno Regional;
- Aprobar el Plan Regional de Desarrollo Económico y Social;
- Aprobar el Presupuesto Regional, incluyendo los de los fondos regionales autónomos y los programas de inversión de cada secretaría regional;
- Autorizar al Gobierno Regional a realizar préstamos internos y externos y otras operaciones de crédito a medio y largo plazo, de acuerdo con el Estatuto y la ley;Edificio sede de la Asamblea Legislativa de Madeira

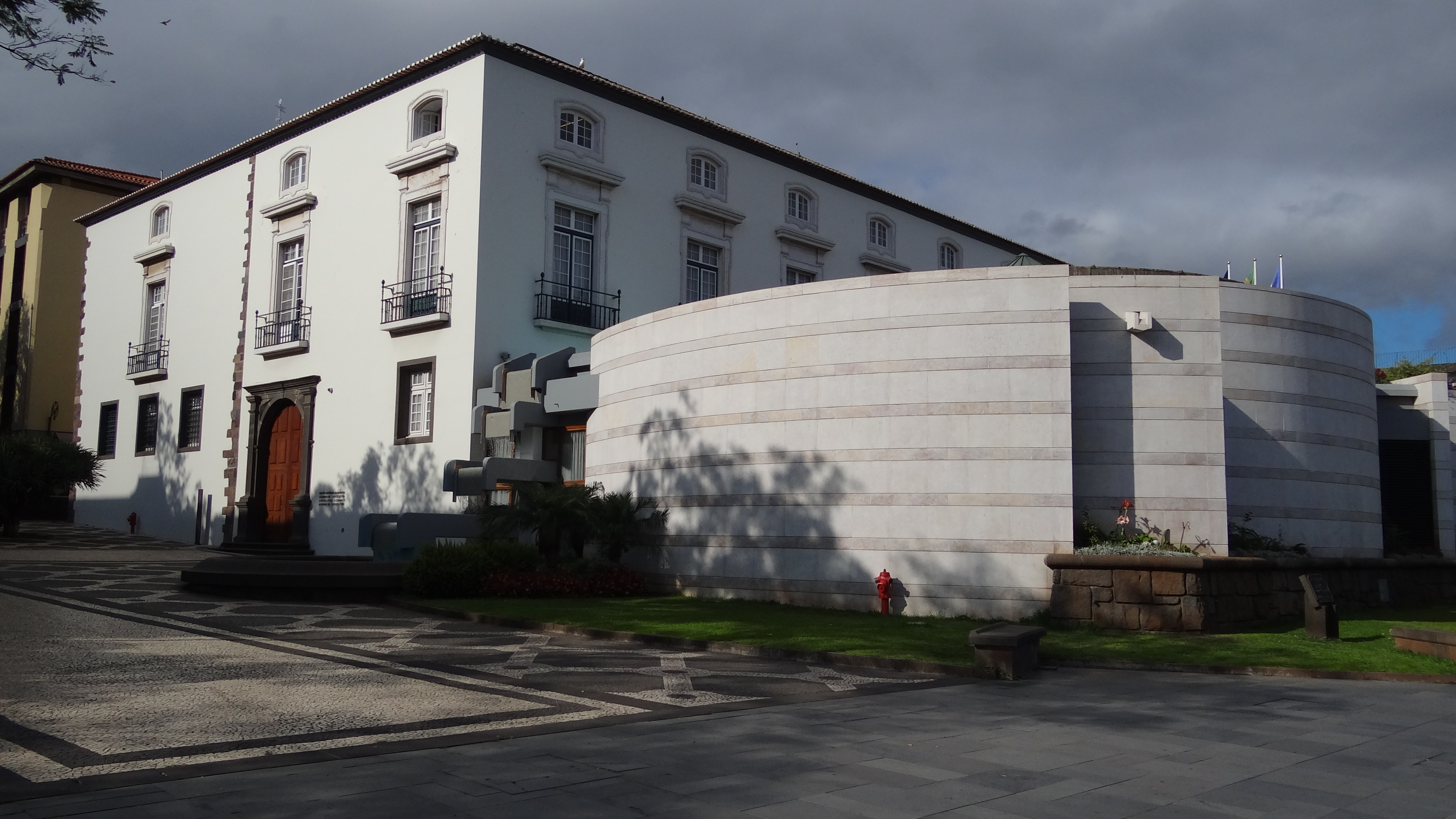
Edificio sede de la Asamblea Legislativa de Madeira

- Establecer el límite máximo de avales a conceder por el Gobierno Regional en cada ejercicio;
- Votar mociones de confianza y censura al Gobierno Regional;
- Presentar propuestas de referéndum regional sobre cuestiones de interés específico regional, de conformidad con el presente Estatuto y con la ley;
- Definir las grandes orientaciones de intervención de la Región en el proceso de construcción europea y controlar y apreciar la actividad desarrollada en este campo por el Gobierno Regional, concretamente mediante la aprobación de mociones de orientación e instrumentos de encuadramiento del desarrollo económico y social;
- Emitir dictámenes, por iniciativa propia o en consulta con los órganos soberanos, sobre asuntos de la competencia de aquellos que respeten a la Región;
- Participar en la definición de las posiciones del Estado portugués en el contexto del proceso de construcción europea, en asuntos de interés específico para la Región;
- Participar en el proceso de construcción europea de acuerdo con la Constitución y el artículo 96 del Estatuto, es decir, cuando se trate de asuntos de interés específico para la Región;
- Establecer cooperación con otras entidades regionales extranjeras y participar en organizaciones que tengan como objetivo fomentar el diálogo y la cooperación interregional, de acuerdo con las directrices definidas por los órganos soberanos con competencia en materia de política exterior;
- Elegir personalidades para cualquier cargo que, por ley, le corresponda designar;La Casa da Alfândega, antes un capilla ahora es uno de los edificios dependientes del parlamento de Madeira

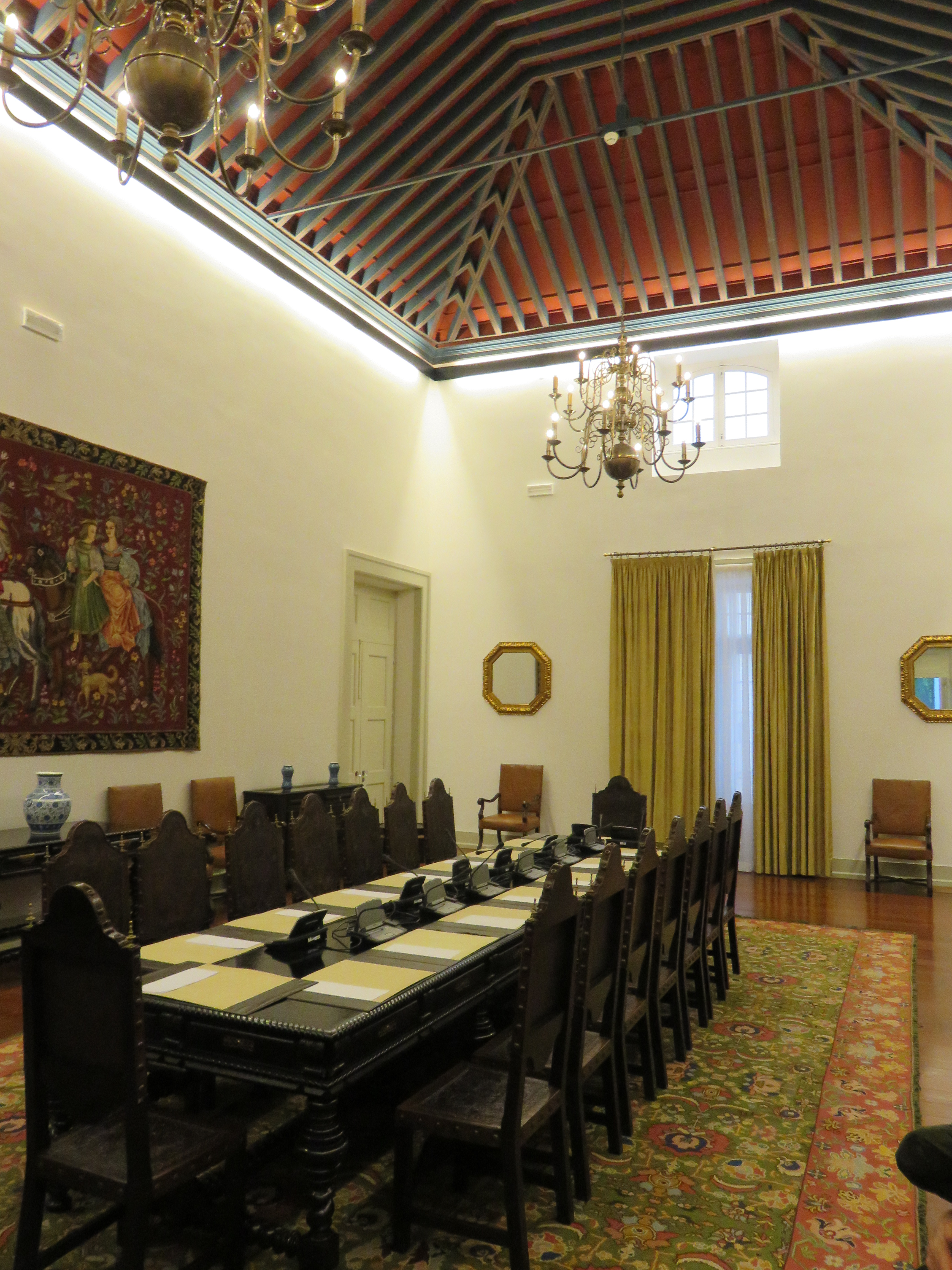
La Casa da Alfândega, antes un capilla ahora es uno de los edificios dependientes del parlamento de Madeira

- Participar, a través de sus representantes, en las reuniones de las comisiones de la Asamblea de la República en las que se discutan propuestas legislativas emanadas de la Asamblea Legislativa.

#### Competencias legislativas
- Ejercer, por derecho propio y exclusivo, la facultad de elaborar, modificar y retirar proyectos o propuestas de reforma del Estatuto Político y Administrativo de la Región, así como emitir pareceres sobre el respectivo rechazo o introducción de cambios por parte de la Asamblea de la República;
- Ejercer la iniciativa legislativa a través de la presentación de proposiciones de ley o enmiendas a la Asamblea de la República, así como exigir la declaración de urgencia de la respectiva tramitación;
- Legislar, respetando los principios fundamentales de las leyes generales de la República, en materias de interés específico de la Región que no estén reservadas a los órganos soberanos;
- Legislar, bajo autorización de la Asamblea de la República, en materias de interés específico para la Región que no estén reservadas a la competencia de los órganos;
- Desarrollar, en función del interés específico de la Región, las leyes de bases en materias no reservadas a la competencia de la Asamblea de la República;
- Ejercer las potestades tributarias propias y adaptar a la Región el sistema tributario nacional en los términos establecidos en el Estatuto Político y Administrativo y en la ley;
- Crear y extinguir entidades locales, así como modificar el área respectiva, en los términos de la ley;
- Elevar los asentamientos;
- Crear servicios públicos, instituciones, fondos públicos y empresas públicas que desarrollen su actividad exclusiva o predominante en la Región;
- Definir actos ilícitos de mero orden social y las respectivas sanciones, sin perjuicio de lo dispuesto en el párrafo 1), inciso 165 del artículo 165 de la Constitución.

### Divisiones administrativas

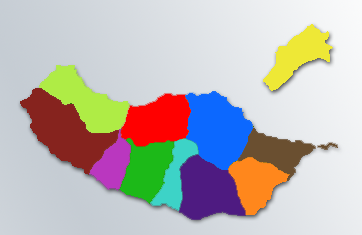
Divisiones administrativas de la Región Autónoma de Madeira.

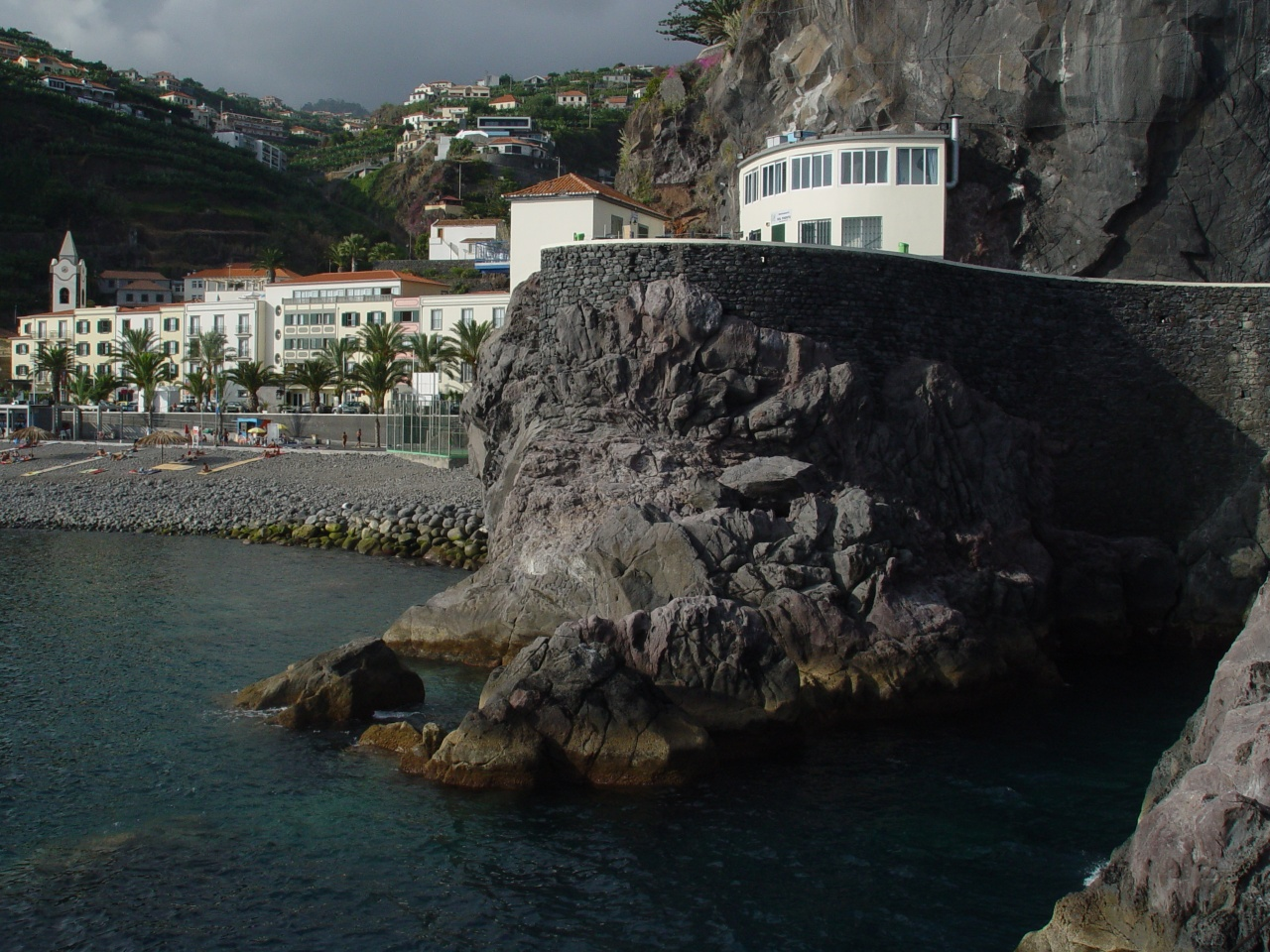
Ponta do Sol.

Las divisiones administrativas o municipios de la isla en total son 11:
| Municipios         | Población (2006) | Área (km²) | Ciudad/Pueblo principal | Freguesias |
| ------------------ | ---------------- | ---------- | ----------------------- | ---------- |
| Funchal            | 112 015          | 75,7       | Funchal                 | 10         |
| Câmara de Lobos    | 35 659           | 52,6       | Câmara de Lobos         | 3          |
| Santa Cruz         | 43 018           | 68,0       | Santa Cruz              | 7          |
| Machico            | 21 803           | 67,6       | Machico                 | 4          |
| Ribeira Brava      | 13 362           | 64,9       | Ribeira Brava           | 4          |
| Calheta            | 11 519           | 110,3      | Calheta                 | 8          |
| Santana            | 7795             | 136,3      | Santana                 | 2          |
| Ponta do Sol       | 8853             | 46,8       | Ponta do Sol            | 3          |
| São Vicente        | 5721             | 80,8       | São Vicente             | 3          |
| Porto Santo (Isla) | 5482             | 42,4       | Vila Baleira            | 1          |
| Porto Moniz        | 2711             | 82,6       | Porto Moniz             | 4          |
| Total              | 267 938          | 768,0      | Total                   | 47         |

### Relación con la Unión Europea
Madeira es también una Región Ultraperiférica (RUP) de la Unión Europea, lo que significa que, debido a su situación geográfica, tiene derecho a excepciones de algunas políticas comunitarias a pesar de formar parte de la Unión Europea.
Según el Tratado de Funcionamiento de la Unión Europea, tanto el Derecho primario como el derivado de la Unión Europea se aplican automáticamente a Madeira, con posibles excepciones para tener en cuenta su «situación estructural social y económica (...) que se ve agravada por su lejanía, insularidad, reducida superficie, topografía y clima difíciles, dependencia económica de unos pocos productos, cuya permanencia y combinación limitan gravemente su desarrollo» Un ejemplo de esta excepción se observa en la aprobación del Centro Internacional de Negocios de Madeira y otras políticas de ayuda estatal a la industria del ron.
Forma parte del espacio aduanero de la Unión Europea, del espacio Schengen y del espacio del impuesto sobre el valor añadido de la Unión Europea.

## Demografía

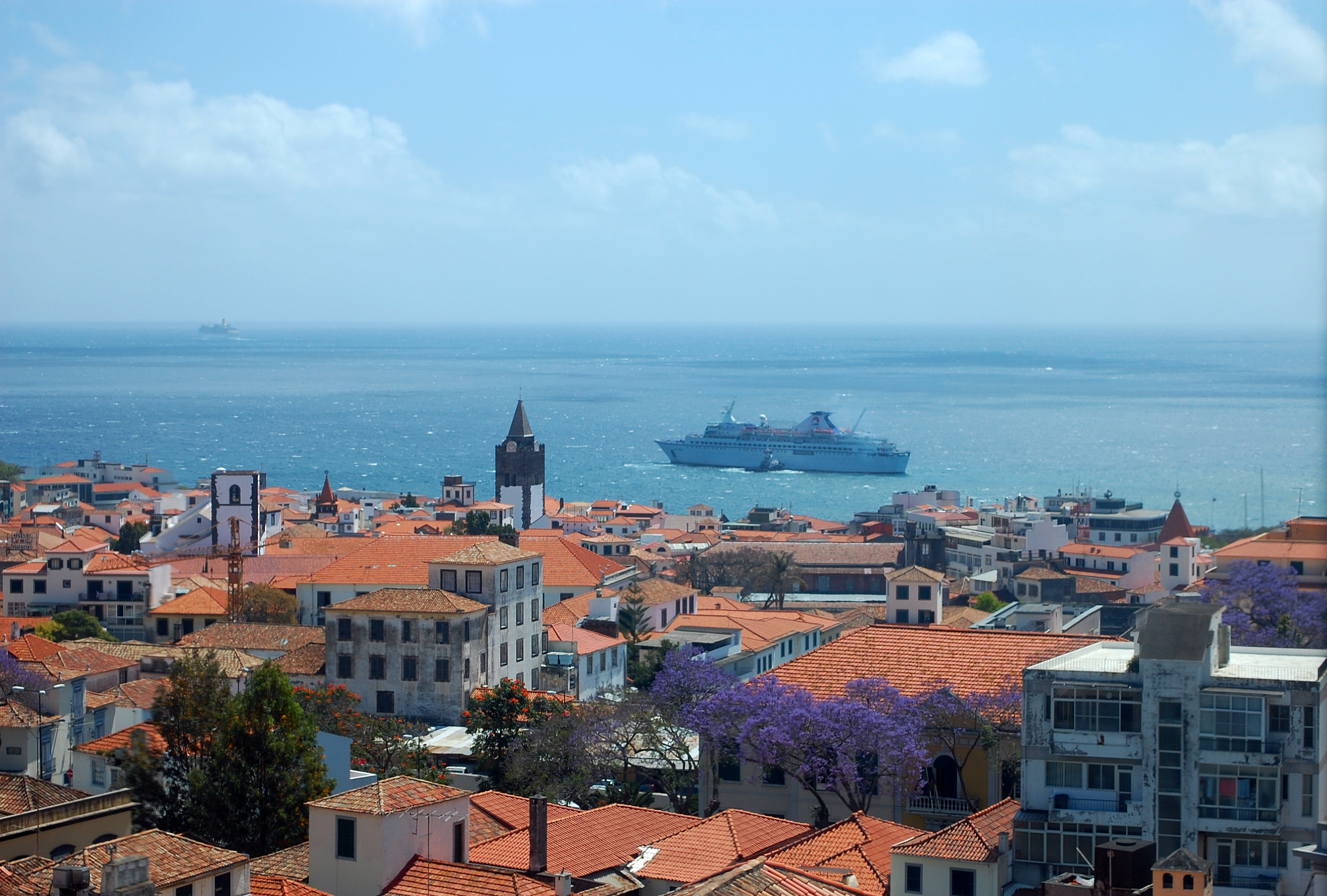
Vista de Funchal.

Los colonizadores portugueses de las islas eran del Algarve y mayoritariamente del Minho, lo que significa que los madeirenses son étnicamente portugueses, aunque han desarrollado su propia identidad regional y rasgos culturales distintivos.
Pese a poseer una densidad de población (alrededor de 300 hab/km²) superior a la media del país y la misma que la UE; el 75 % de la población de la isla de Madeira habita en apenas el 35 % del territorio, sobre todo en la costa sur, donde se encuentra la ciudad de Funchal, capital de la Región Autónoma de Madeira, que concentra el 45 % de la población (130 000 habitantes) con una densidad de 1500 hab./km². Es también en esta zona donde se localiza la mayor parte de los servicios hosteleros.
Según datos del SEF, esta región a finales de 2006 contaba con 7404 extranjeros, procedentes de 91 países. La mayoría provenientes de Brasil.
La población en Porto Santo ha aumentado ligeramente en los últimos años, hasta alcanzar en 2014 los 5483 habitantes. La densidad de población en Porto Santo es de 112 hab/km².

### Religión

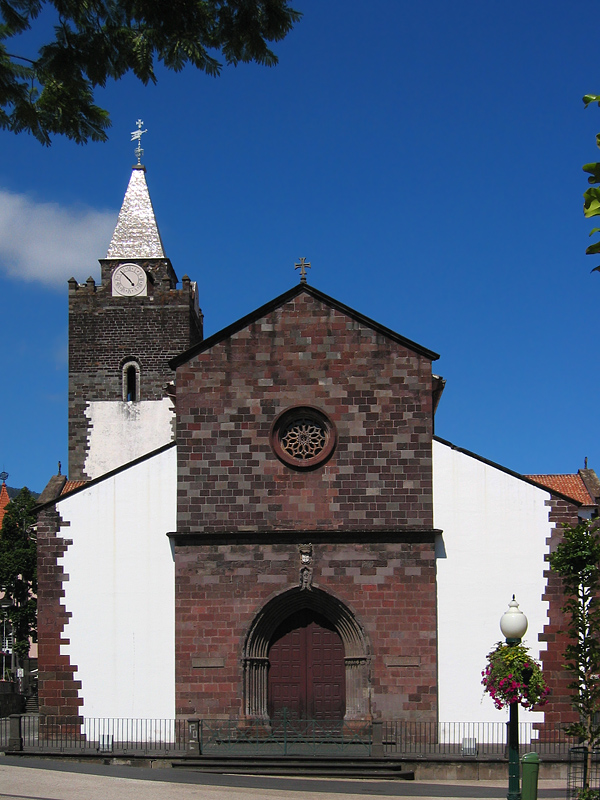
Catedral católica de estilo gótico-manuelino en Funchal.

La población del archipiélago de Madeira es en su inmensa mayoría cristiana, y en particular ha seguido históricamente el catolicismo.
La diócesis de Funchal (Diocese do Funchal) fue creada el 12 de junio de 1514 por la bula Pro Excellenti Praeeminentia del Papa León X a petición del rey Manuel I. En 1536, el Papa Pablo III desvinculó el obispado de la Orden de Cristo. Esta diócesis, cuyo primer obispo fue Diogo Pinheiro, tenía la mayor jurisdicción del mundo, ya que se extendía a los territorios con presencia portuguesa en África, Brasil, India y China. En 1533, el Papa Clemente VII elevó la diócesis a arzobispado, que sería abolido en 1551, pasando la diócesis a depender de nuevo del arzobispado de Lisboa. En 1991, Madeira recibió la visita del Papa Juan Pablo II, el primer Papa que visitaba la isla. Desde el 14 de enero de 2019 el obispo de la diócesis de Funchal es Mons. Nuno Brás Da Silva Martins, la renuncia al gobierno pastoral de la diócesis de Mons. António José Cavaco Carrilho, por edad.

### Diáspora
Muchos madeirenses emigraron a Estados Unidos, Venezuela, Brasil, Guyana, San Vicente y las Granadinas, Sudáfrica y Trinidad y Tobago. Los inmigrantes madeirenses en Norteamérica se agruparon principalmente en los estados de Nueva Inglaterra y el Atlántico medio, Toronto, el norte de California y Hawái. La ciudad de New Bedford es especialmente rica en madeirenses, ya que alberga el Museo de la Herencia Madeirense, así como la celebración anual madeirense y luso-americana de la Fiesta del Santísimo Sacramento, la mayor celebración mundial de la herencia madeirense, que atrae regularmente a multitudes de decenas de miles de personas al Campo de Madeira de la ciudad.

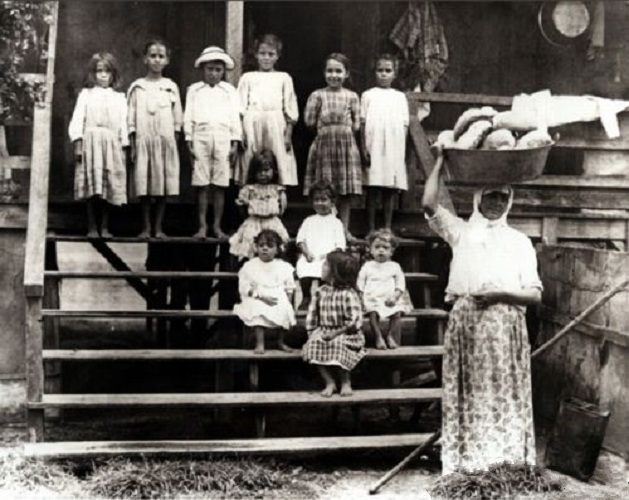
Familia de inmigrantes portugueses en Hawái, la mayoría de los emigrados provenían de Madeira

En 1846, cuando una hambruna asoló Madeira, más de 6000 de sus habitantes emigraron a la Guayana británica. En 1891 eran el 4,3 % de la población. En 1902, en Honolulú (Hawái) había 5000 portugueses, en su mayoría madeirenses. En 1910 eran 21 000.
En 1849 se produjo una emigración de exiliados religiosos protestantes de Madeira a Estados Unidos, pasando por Trinidad y otros lugares de las Antillas. La mayoría se instaló en Illinois con la ayuda financiera y física de la American Protestant Society, con sede en Nueva York. A finales de la década de 1830, el reverendo Robert Reid Kalley, de Escocia, ministro presbiteriano además de médico, hizo escala en Funchal, Madeira, de camino a una misión en China, con su esposa, para que ésta pudiera recuperarse de una enfermedad. El reverendo Kalley y su esposa se quedaron en Madeira, donde comenzó a predicar el evangelio protestante y a convertir a los isleños del catolicismo. Finalmente, el reverendo Kalley fue arrestado por sus actividades de conversión religiosa y encarcelado.

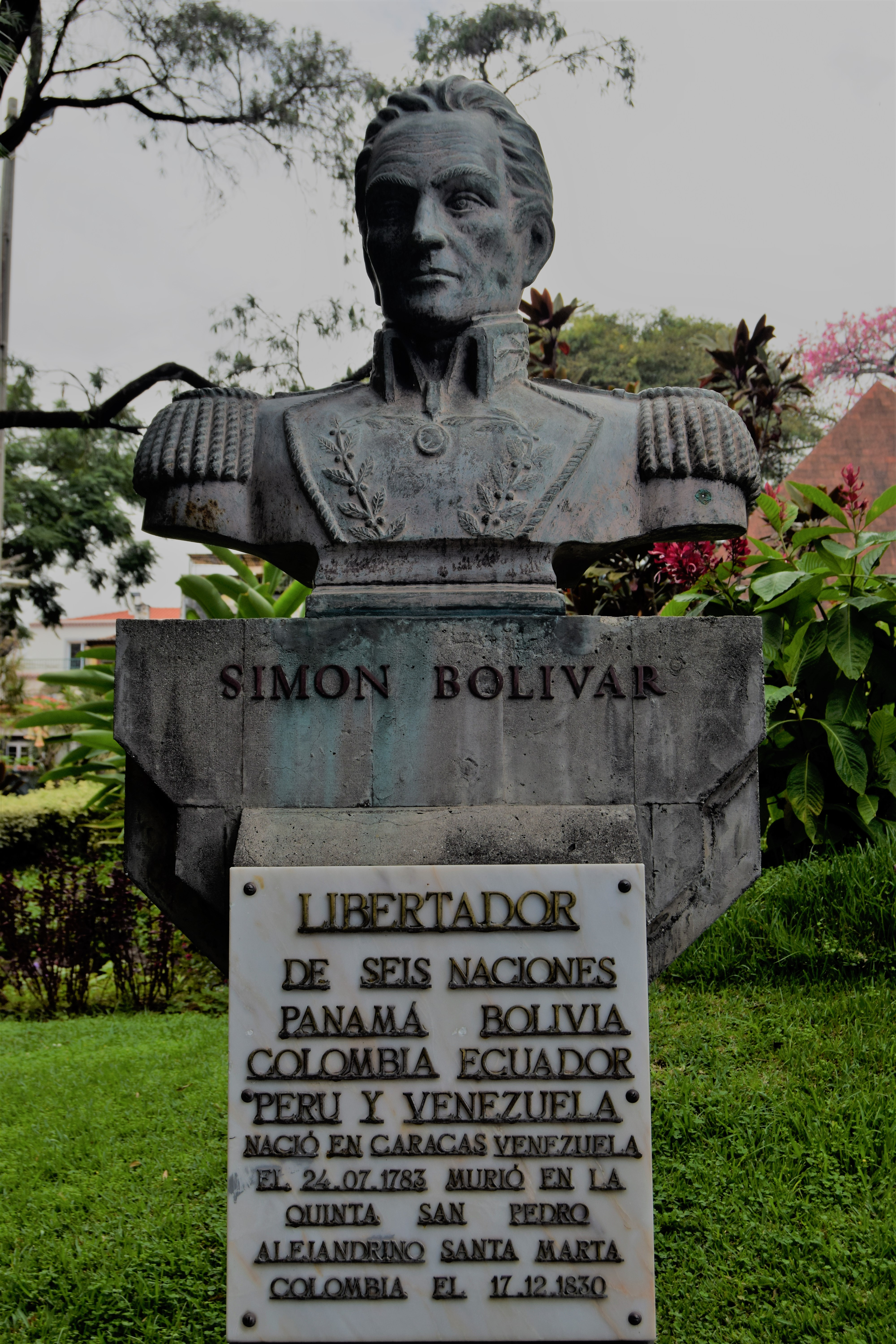
Estatua de bronce del general venezolano Simón Bolívar en Funchal

Otro misionero escocés, William Hepburn Hewitson, asumió las actividades ministeriales protestantes en Madeira. Hacia 1846, unos 1000 protestantes madeirenses, discriminados y víctimas de la violencia popular por sus conversiones religiosas, decidieron emigrar a Trinidad y otros lugares de las Indias Occidentales en respuesta a la demanda de trabajadores para las plantaciones de azúcar. A los exiliados de Madeira no les fue bien en las Indias Occidentales.
El clima tropical no les era familiar y se encontraron en serias dificultades económicas. En 1848, la American Protestant Society recaudó dinero y envió al reverendo Manuel J. Gonsalves, ministro bautista y ciudadano estadounidense naturalizado de Madeira, a trabajar con el reverendo Arsénio da Silva, que había emigrado con los exiliados de Madeira, para organizar el reasentamiento de los que querían venir a Estados Unidos. El reverendo da Silva murió a principios de 1849. Más tarde, en 1849, el reverendo Gonsalves se encargó de escoltar a los exiliados de Trinidad para que se establecieran en los condados de Sangamon y Morgan, en Illinois, en tierras compradas con fondos recaudados por la Sociedad Protestante Americana. Se dice que entre 700 y 1000 exiliados llegaron a Estados Unidos en esa época.
Hay varias grandes comunidades madeirenses en todo el mundo, como la que existe en el Reino Unido, incluyendo la dependencia de la Corona de Jersey, la comunidad portuguesa británica en su mayoría compuesta por madeirenses celebran el Día de Madeira. En Venezuela los portugueses de Madeira se instalaron en ciudades como Caracas y áreas rurales del interior. Según cifras de la década de 1990 alrededor del 70 % de la diáspora portuguesa en ese país estaba compuesta por gente de Madeira y sus descendientes dedicándose inicialmente a actividades como la Agricultura, pero luego, ante la falta de apoyo gubernamental los emigrados se concentraron en el Comercio en las grandes ciudades Venezolanas. Entre las empresas fundadas por portugueses de Madeira en Venezuela se encuentran Central Madeirense, Excelsior Gama, Supermercados Unicasa y Automercados Plaza.

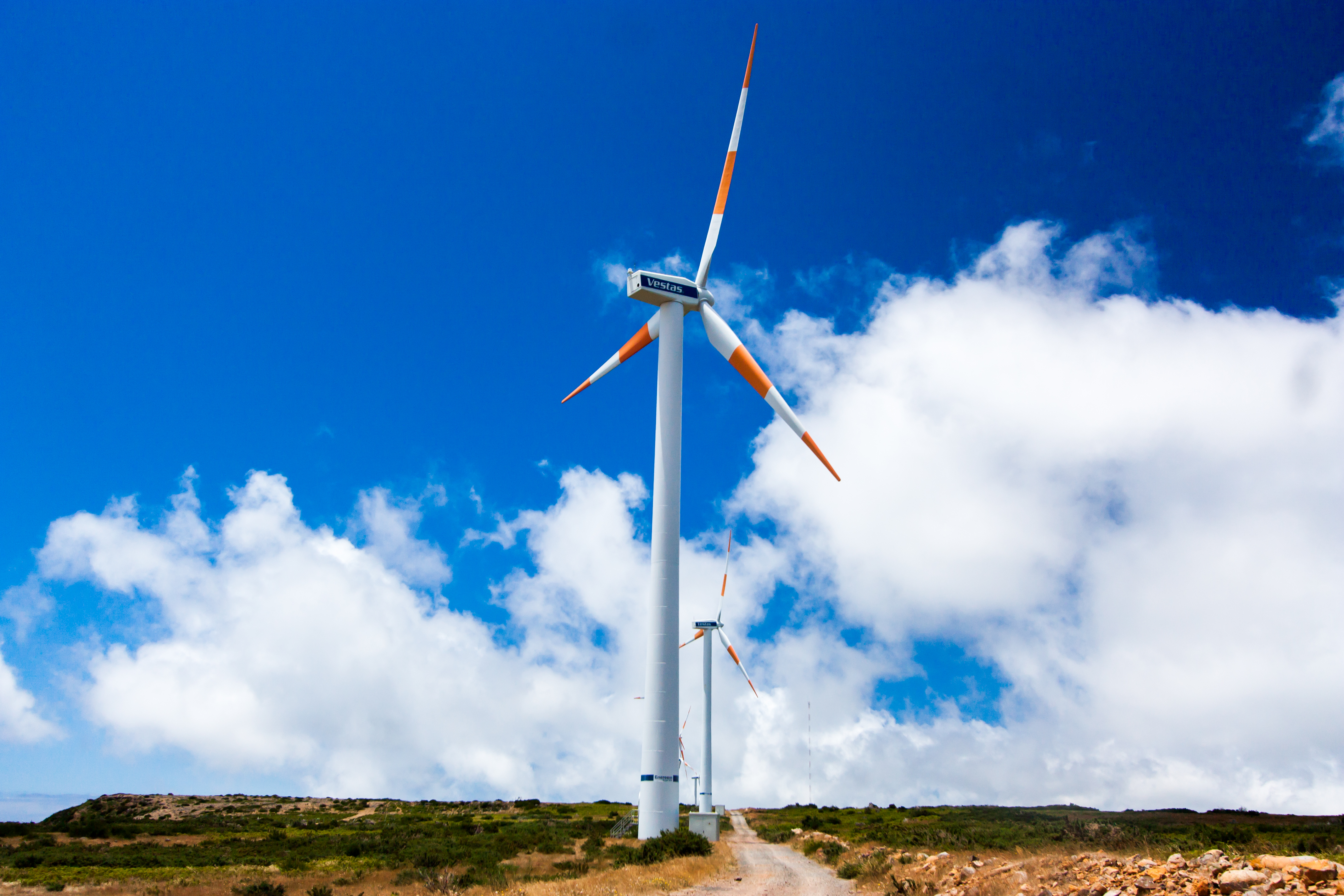
Parque eólico en Paul da Serra

## Energía
La electricidad en Madeira se suministra exclusivamente a través de la EEM (Empresa de Electricidade da Madeira, SA, que tiene el monopolio del suministro eléctrico en la región autónoma) y consiste en gran parte en combustibles fósiles, pero con un importante suministro de hidroelectricidad estacional procedente del sistema de levadas, energía eólica y una pequeña cantidad de energía solar. La producción de energía procede de centrales térmicas e hidroeléctricas convencionales, así como de energías renovables. La central hidroeléctrica de Ribeira dos Soccoridos, con una potencia nominal de 15 MW, utiliza un embalse hidroeléctrico de bombeo para reciclar el agua de la montaña durante el verano seco.
En 2011, las energías renovables representaron el 26,5 % de la electricidad consumida en Madeira. Para 2020, la mitad de la energía de Madeira procedía de fuentes renovables, gracias a la finalización prevista de la central hidroeléctrica de bombeo de pico da Urze / Calheta, de 30 MW.
Se están probando tecnologías de baterías para minimizar la dependencia de Madeira de las importaciones de combustibles fósiles Renault SA y EEM pusieron en marcha el proyecto Porto Santo Sostenible - Isla Inteligente Libre de Fósiles en Porto Santo para demostrar cómo los combustibles fósiles pueden sustituirse totalmente por energías renovables, utilizando una batería de 3,3 MWh. Madeira utiliza una batería de litio hierro fosfato de 15 MW y 1 hora de autonomía con capacidad de arranque en negro.

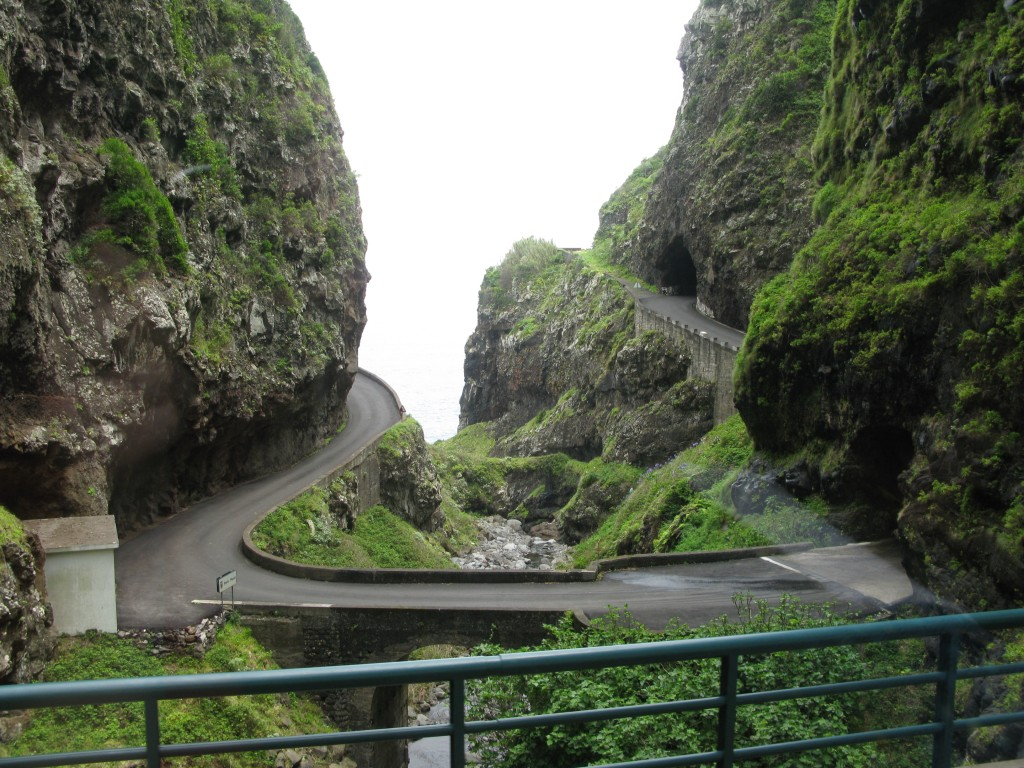
Viaducto en Porto Moniz

## Transporte
Las islas de Madeira y Funchal cuentan con un amplio sistema de transporte público. Los viajes entre las dos islas principales se realizan en avión o en transbordadores, estos últimos también permiten el transporte de vehículos. Visitar el interior de las islas es ahora fácil, gracias a los grandes desarrollos viarios, conocidos como Vías Rápidas, en las islas durante el auge económico de Portugal.
Los ciudadanos de la Unión Europea del área del Tratado de Schengen pueden entrar libremente en las islas, mientras que los de otras regiones necesitan identificación.
En el pasado, Madeira contaba con un medio de transporte que ya no existe, llamado litera hamaca. Fue introducida por Robert Reid Kalley en el siglo XIX.

### Transporte aéreo

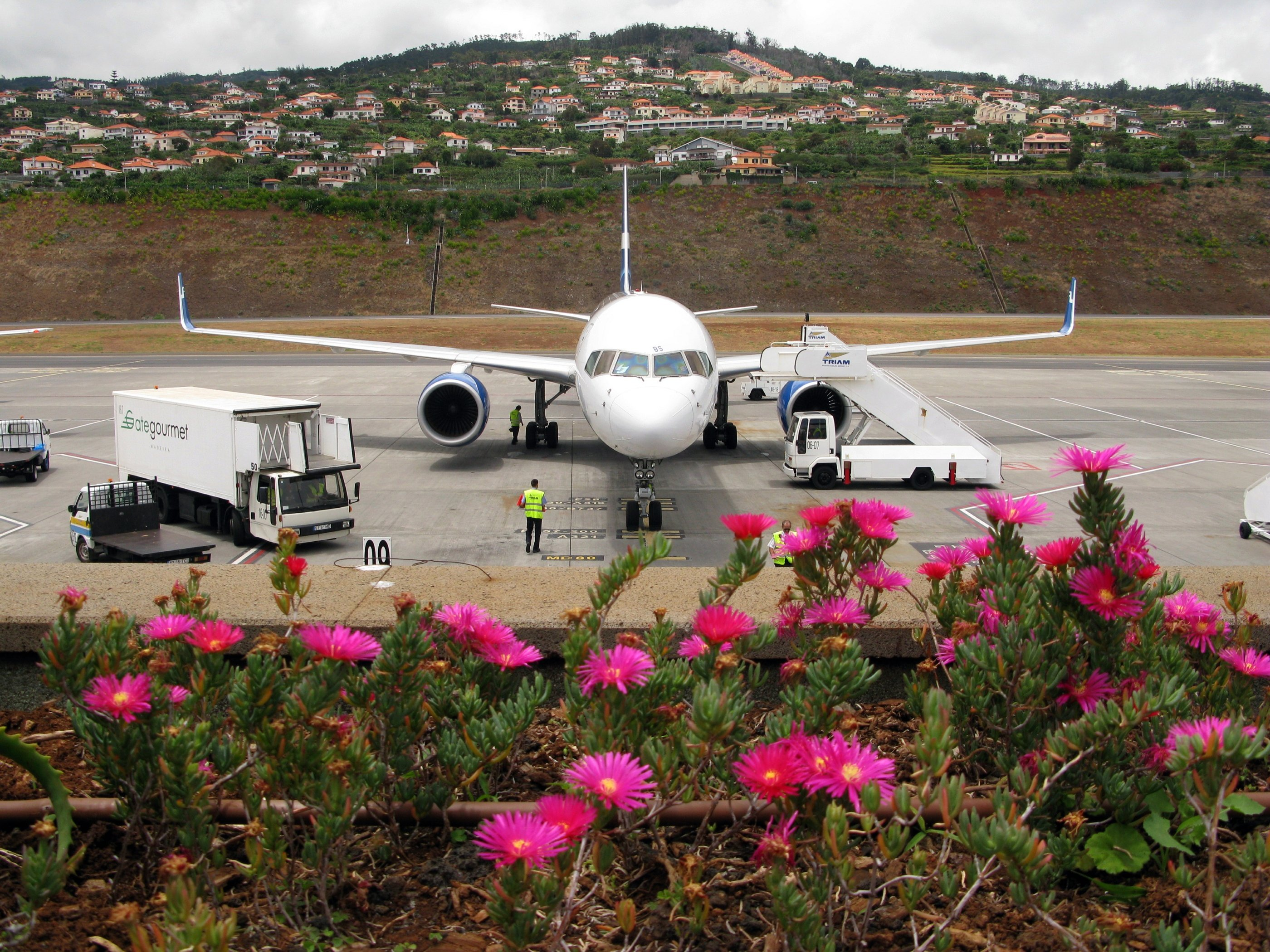
Aeropuerto Internacional Cristiano Ronaldo en Funchal

Las islas cuentan con dos aeropuertos, el aeropuerto de Funchal (FNC) en Santa Cruz, isla de Madeira, y el de Porto Santo (PXO) en la ciudad de Vila Baleira. Los vuelos a las islas se realizan sobre todo desde Lisboa y Oporto, pero también hay vuelos directos desde otras grandes ciudades europeas y otros países, como Brasil, Venezuela y Sudáfrica.
El primer hidroavión que aterrizó en Madeira fue el Felixstowe F.3, capitaneado por Carlos Viegas Gago Coutinho, el 22 de marzo de 1921. Desde 1949 hasta 1958, Madeira contó con servicios regulares de hidroavión operados por Aquila Airways, que realizaba vuelos a Madeira desde Southampton, Jersey y Lisboa. Winston Churchill utilizaba este servicio con regularidad. El capitán Harry Frank Broadbent, que volaba como capitán para Aquila Airways, trabajó después para ARTOP Linhas Aéreas como piloto instructor, ARTOP se hizo cargo de la ruta en 1958, también operaba hidroaviones de Lisboa a Madeira.
El 9 de noviembre de 1958, el capitán Harry Frank Broadbent, acompañado por el copiloto Thomas Rowell, otros cuatro tripulantes y 30 pasajeros, pilotaba el Martin PBM Mariner (CS-THB, bautizado "Porto Santo"), propiedad de ARTOP Linhas Aéreas, desde la base de hidroaviones de Cabo Ruivo, cerca de Lisboa, con destino a Funchal.

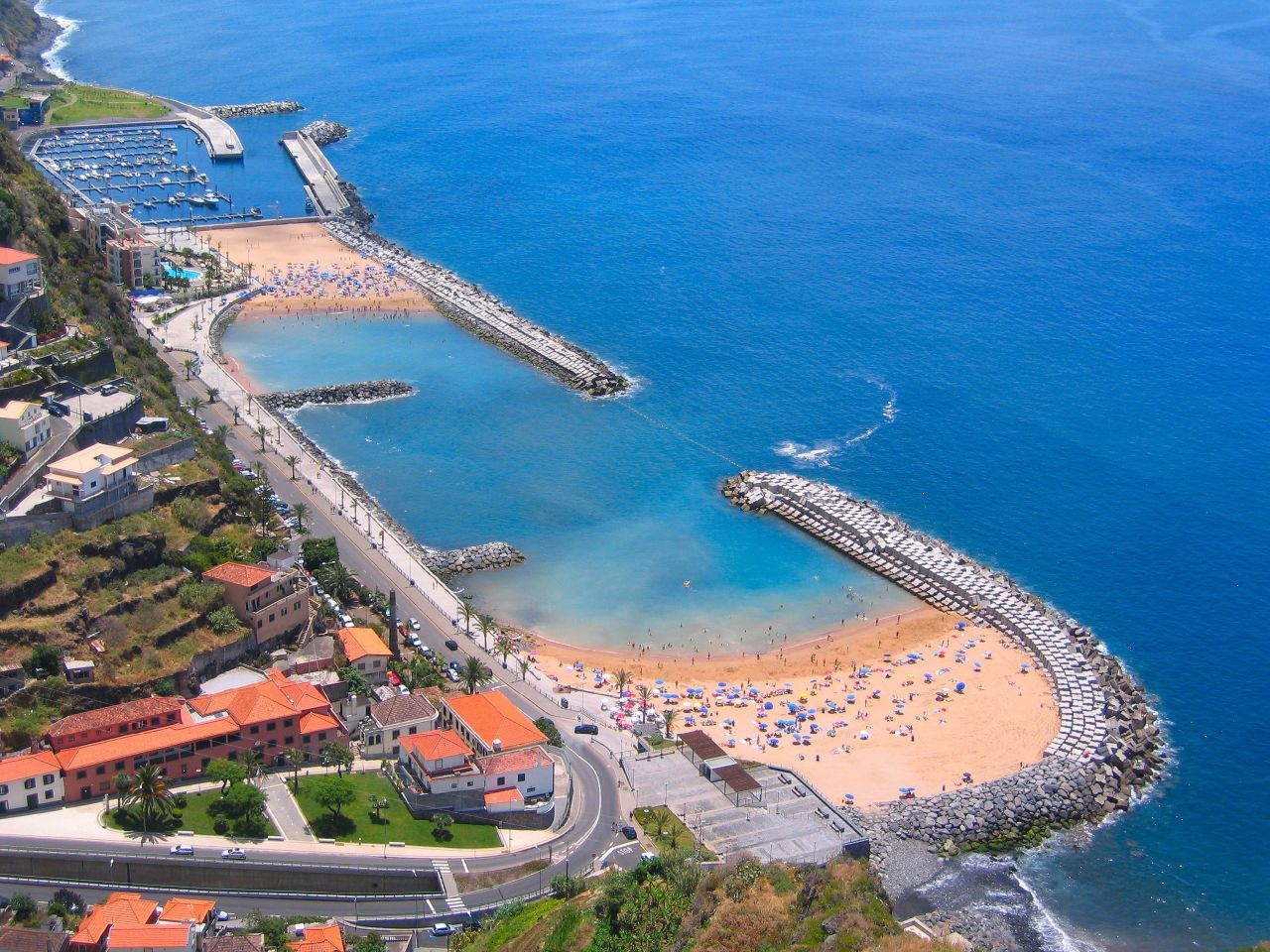
Playa y marina de Calheta.

Alrededor de una hora después de iniciado el vuelo, cuando se encontraba sobre el océano Atlántico a unos 280 kilómetros (150 millas náuticas) al suroeste de Lisboa, se recibió un mensaje de radio en clave "QUG", que significaba "me veo obligado a aterrizar inmediatamente". Tras varios días de búsqueda por aire y mar por parte de las autoridades estadounidenses y portuguesas, no se encontró más rastro del avión ni de su tripulación o pasajeros.
El aeropuerto de Funchal entró en funcionamiento en julio de 1964. Era temido entre los pilotos de aviones de pasajeros por su pista, que no sólo era corta (los aviones más grandes que podían acoger eran el Airbus A320 y el Boeing 737), sino que además estaba construida sobre un alto terraplén que caía abruptamente hacia el mar. A menudo se producían corrientes ascendentes que levantaban los aviones que aterrizaban de forma impredecible. En un accidente ocurrido el 19 de noviembre de 1977, en el que murieron más de 150 personas, el vuelo 425 de TAP Portugal, que aterrizaba en condiciones meteorológicas desfavorables, rebasó la pista y cayó por el acantilado. Posteriormente, la pista fue realineada y ampliada de 1800 m a 2481 m, lo que permitió a la mayoría de los aviones de pasajeros modernos (incluido el Boeing 747-400) visitar la isla.

### Transporte marítimo

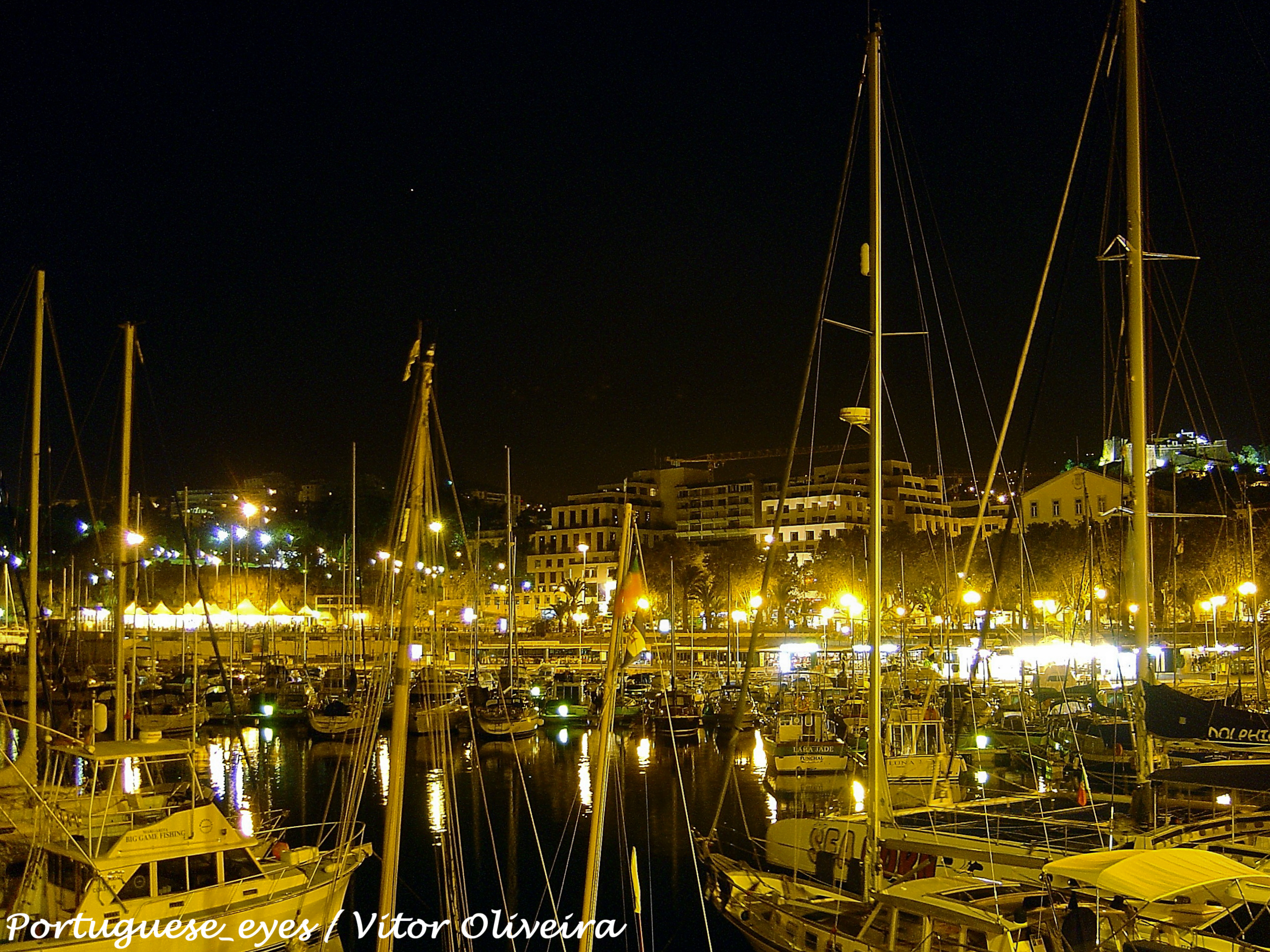
Marina de Funchal

El puerto de Funchal fue el único puerto importante de Madeira hasta 2007, cuando se dedicó por completo al transporte de pasajeros -cruceros y transbordadores- y a otras embarcaciones y yates relacionados con el turismo. En ese año, toda la actividad pesquera y el comercio de carga restantes se trasladaron al puerto de Caniçal, recientemente desarrollado, a 19 km al este.
Un servicio de ferry entre Funchal y Portimão, en el continente, proporcionado por Naviera Armas navegó semanalmente desde 2008, pero se interrumpió en 2013 debido a una disputa sobre las tasas portuarias. En el verano de 2018 fue restablecido, pero como un servicio estacional de julio a septiembre, siendo operado por el Grupo Sousa utilizando el buque de Naviera Armas llamado Volcán de Tijarafe, que proporcionaba la travesía antes de la interrupción de 2013, con una velocidad máxima de 23 kn (43 km/h) la travesía dura alrededor de 24 horas.
Un ferry llamado Lobo Marinho realiza la travesía entre Funchal y la isla de Porto Santo en dos horas.
Los transatlánticos suelen hacer escala en Funchal en su ruta de Europa al Caribe, ya que es la isla más septentrional del Atlántico, situada en la ruta de los vientos del Oeste.

### Teleféricos
En madeira hay siete teleféricos:

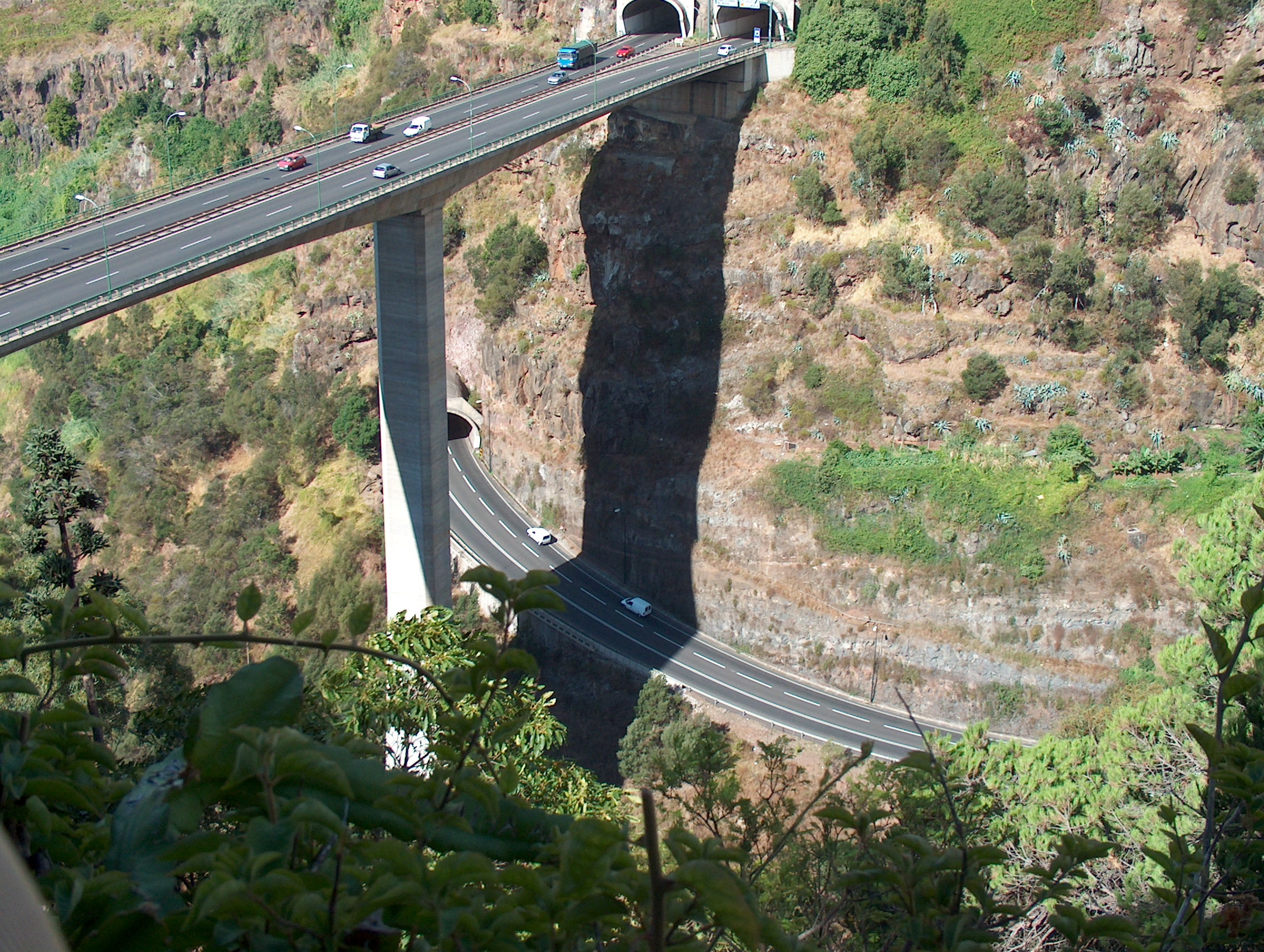
Puente João Gomes en la Autopista VR1 de Madeira

- Teleférico Rocha do Navio, en Santana
- Teleférico de Achadas da Cruz, en Porto Moniz
- Teleférico de Cabo Girao o del Rancho.
- Teleférico del jardín botánico en Monte
- Teleférico de Garajau o del Cristo Rey, en Caniço
- Teleférico de Faja dos Padres, en Funchal
- Teleférico de Monte o de Funchal

### Transporte terrestre
Empresas de autobuses como Horários do Funchal, Rodoeste y SAM (Sociedade de automóveis da Madeira) operan desde hace más de cien años, y tienen rutas regulares a todos los puntos de interés de la isla.
La Direcção Regional dos Transportes Terrestres es el departamento del gobierno regional responsable del transporte terrestre en la región autónoma.
Anteriormente existía un ferrocarril a vapor (Ferrocarril de Monte). de Funchal a Monte, que funcionó entre 1893 y 1943, y que subía hasta el Terreiro da Luta, a 867 m sobre el nivel del mar.

## Cultura

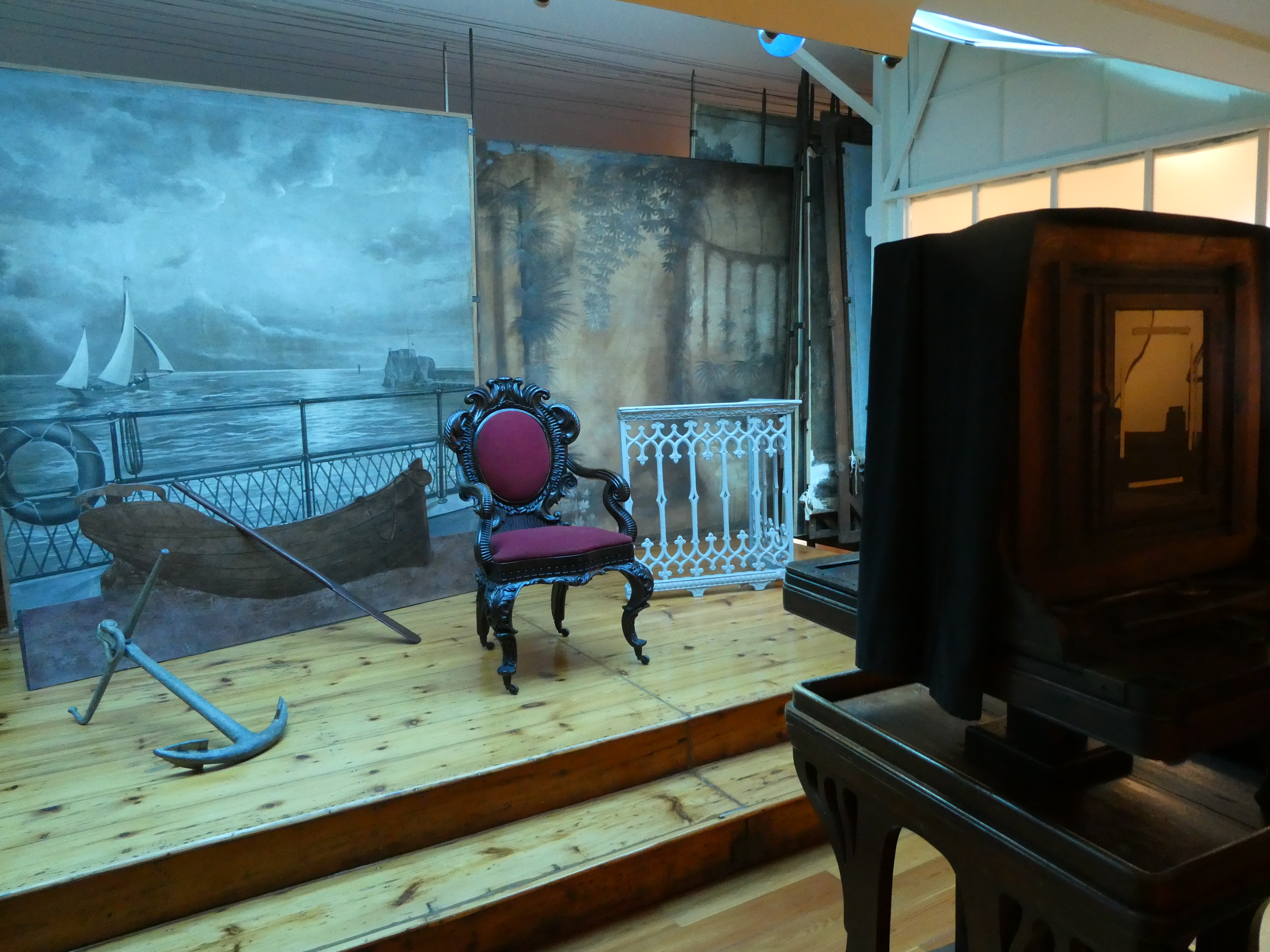
Antiguo estudio del Museo de Fotografía de Madeira.

Las islas poseen monumentos históricos (como la catedral o Sé do Funchal); calles y plazas ajardinadas y pequeños pueblos típicos. La tradicional casa de techo de paja se encuentra como atracción turística en la localidad de Santana.
Funchal ofrece otros atractivos, como su red de museos. Son relevantes el Museo de Arte Sacro (con pintura flamenca, escultura religiosa y orfebrería, incluyendo el tesoro de la catedral de Funchal), y el Museo Quinta das Cruzes (con piezas arqueológicas, muebles portugueses e ingleses de los siglos XVI al XIX, piezas de porcelana, azulejos, pinturas, grabados y litografías). Su jardín arqueológico muestra losas sepulcrales, ventanas manuelinas (de piedra basáltica), y varios escudos de armas.
Destaca también el Museo de Fotografía de Madeira, o Photographia-Museu Vicentes, situado en un antiguo estudio fotográfico del siglo XIX, que contiene cámaras originales, muebles, y todos los accesorios para retratar y revelar. Su archivo es excepcional, pues conserva más de medio millón de negativos, en placas de vidrio y en otros soportes, de los fotógrafos históricos más importantes establecidos en Funchal, como los "Vicentes" (desde 1863) y los "Perestrellos" (desde 1888). Además conserva algunas de las primeras películas cinematográficas.

En la isla de Porto Santo se encuentra la casa museo de Colón (Casa Colombo). Allí vivió Colón temporalmente, aunque esa casa fue muy reformada y ampliada a lo largo de los siglos. El museo contiene colecciones diversas, especialmente relacionadas con la expansión marítima portuguesa y el Imperio español. También se exponen objetos extraídos de un galeón holandés hundido en la costa norte de la isla.

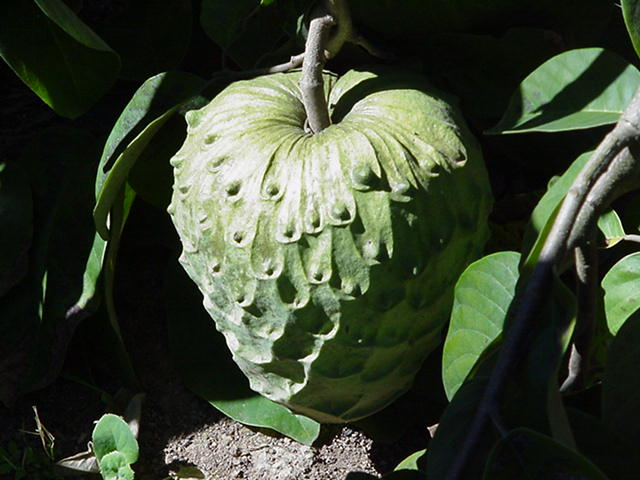
Fruto de la anona de Madeira.

En el ámbito musical se conoce Bailinho da Madeira como una de las canciones más emblemáticas de la isla. Asimismo, son reconocidos temas folclóricos como Primavera das Flores, Pezinho, entre otros.

### Gastronomía
Entre los platos típicos se encuentran: el "peixe-espada preto" o pez sable (a ser posible combinado con plátano), la sopa de tomate e cebola (sopa de tomate y cebolla), caldeirada (sopa de pescado), bife de atum e milho frito (atún con maíz frito), carne em vinha d’alho (puerco agrio con ajo), espetada (plato hecho a base de carne ensartada en un palo de laurel y cocido sobre brasas), bolo de mel (pastel de miel de Madeira) y, para acompañar las comidas, el bolo do caco (pan de trigo cocido en una placa de hierro, sobre brasas, que se toma untado con mantequilla de ajo y perejil), una auténtica delicia.

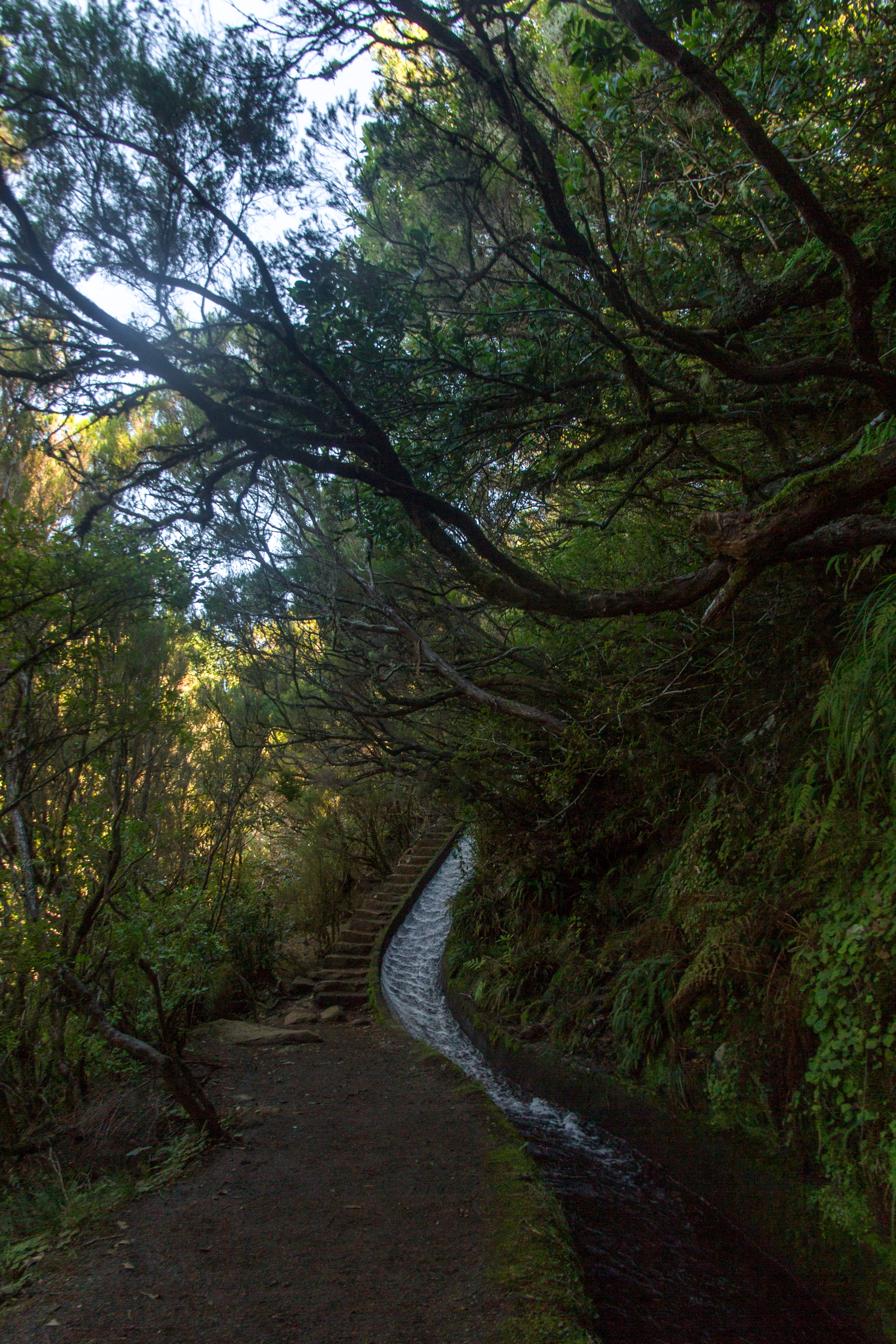
Levada do Alrecrim

La isla es un paraíso para los amantes del vino. Existen cuatro variedades según la altitud en que se planten las viñas: Sercial, el más seco, para el aperitivo; Verdelho, semiseco; Boal, semidulce, para acompañar al queso; y Malvasía, dulce, para los postres. En cuanto a los licores destacan los licores de frutas tropicales como granadilla, piña de América y chirimoya así como la Poncha, que viene a ser una bebida hecha a base de zumo de naranja, limón, miel y aguardiente de caña de azúcar, parecido a la crema de ron miel canaria. La Compañía de Vino de Madeira es el principal y más emblemático lugar para adquirir una botella de Madeira después de haber probado varias cosechas.
La isla de la Madeira es famosa por la calidad de sus frutos de anona o chirimoya. La Festa da Anona es tradicional y ocurre anualmente en la parroquia de Faial. Este evento fomenta el consumo de este fruto y sus derivados, tales como licores, pudines, helados y batidos.

### Levadas
La isla de Madeira es húmeda en el noroeste, pero seca en el sureste. En el siglo XVI, los portugueses empezaron a construir Levadas o acueductos para llevar agua a las regiones agrícolas del sur. Madeira es muy montañosa, por lo que la construcción de las levadas era difícil y a menudo se recurría a presos o esclavos. Muchas están excavadas en las laderas de las montañas, y también fue necesario excavar 40 km de túneles, algunos de los cuales siguen siendo accesibles.
En la actualidad, las levadas no sólo abastecen de agua al sur de la isla, sino que también suministran energía hidroeléctrica. Hay más de 2170 km de levadas y se usan como red de senderos. Algunos ofrecen paseos fáciles y relajantes por el campo, pero otros son salientes estrechos y desmoronados donde un resbalón podría provocar lesiones graves o la muerte.

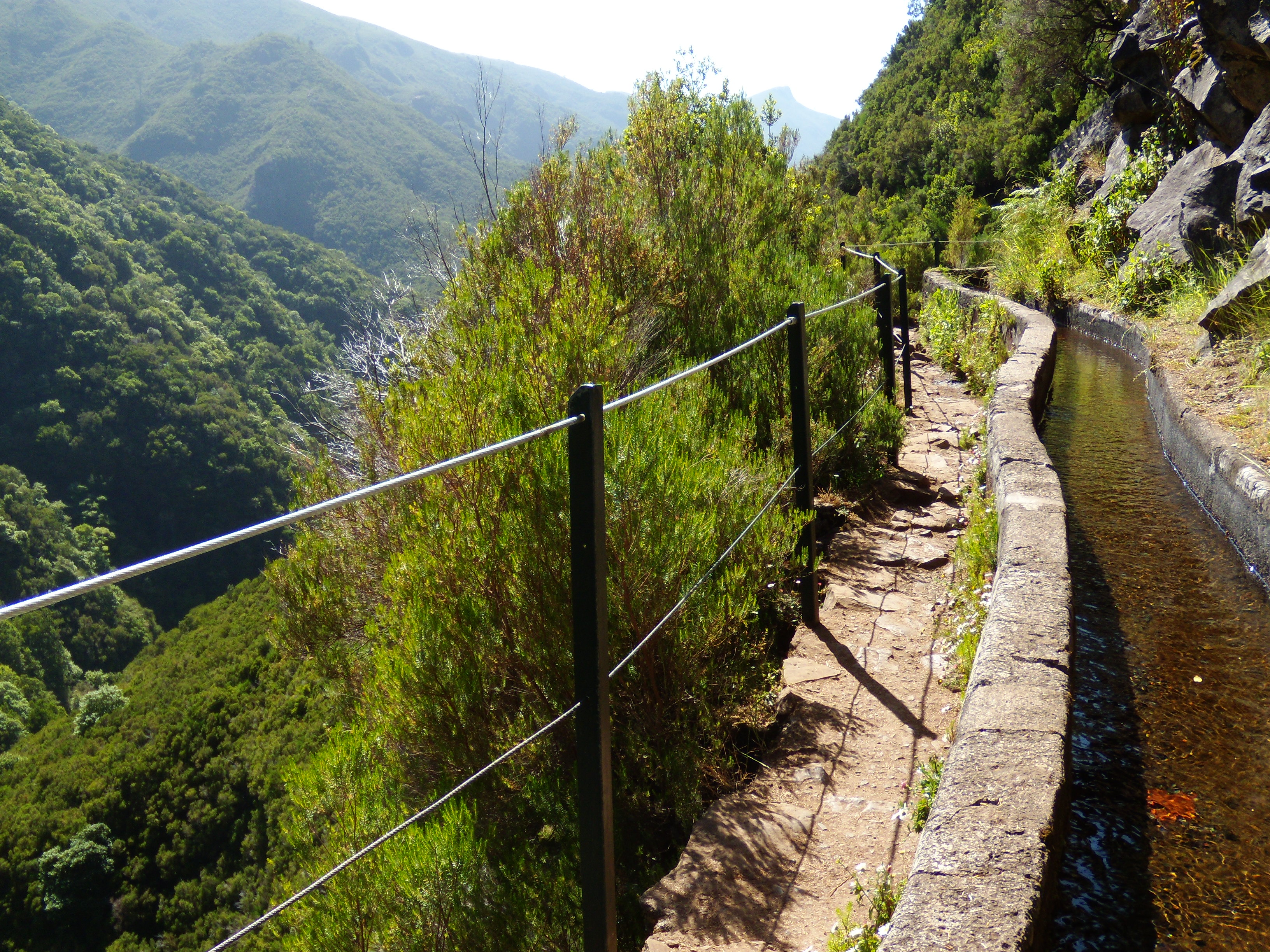
Levada das 25 Fontes

Desde 2011, se han realizado algunas mejoras en estos senderos, tras las inundaciones de Madeira de 2010 y los corrimientos de tierra en la isla, para limpiar y reconstruir algunas partes críticas de la isla, incluidas las levadas. Dichas mejoras implicaron el mantenimiento continuo de las corrientes de agua, el cementado de los senderos y la colocación de vallas de seguridad en los caminos peligrosos.
Dos de las levadas más populares son la Levada do Caldeirão Verde y la Levada do Caldeirão do Inferno, que no deben ser recorridas por excursionistas propensos al vértigo o sin linternas y cascos. La Levada do Caniçal es mucho más fácil y recorre 11,4 km desde Maroços hasta el Túnel de Caniçal. Se la conoce como la levada de la mimosa, porque a lo largo de todo el recorrido se encuentran árboles de "mimosa" (Acacia dealbata, planta invasora).

### Arquitectura

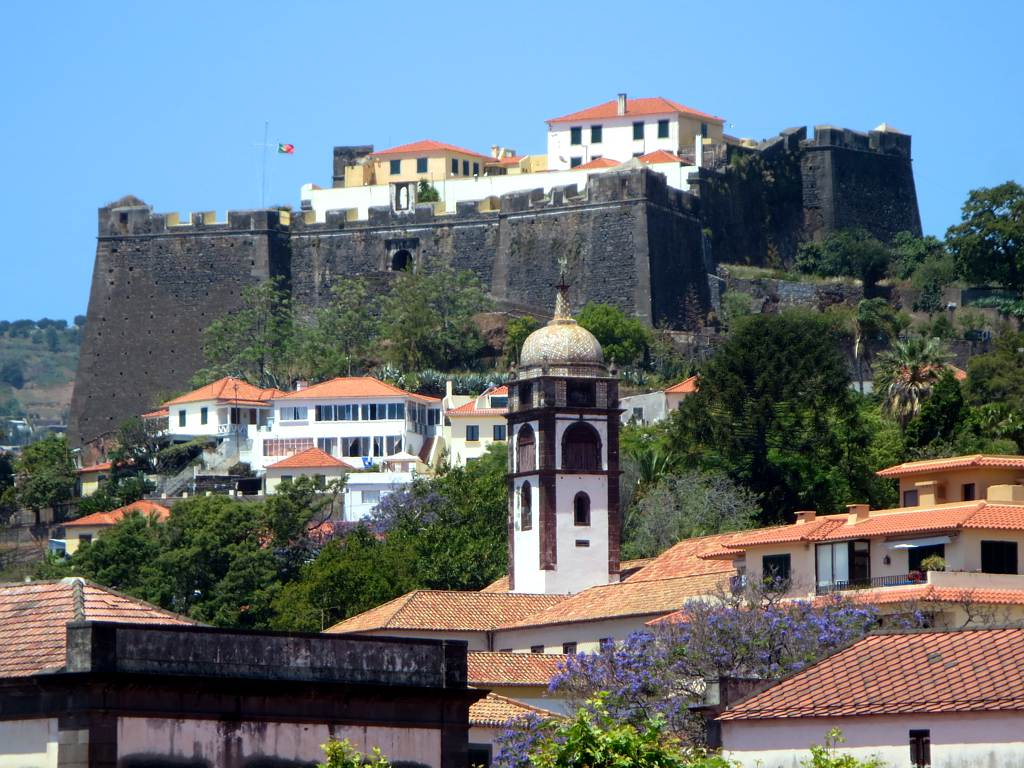
Fuerte de São João Baptista (San Juan Bautista) o fortaleza do Pico

El archipiélago ha hecho de sus pequeñas casas tradicionales con tejados de paja uno de sus símbolos. También alberga edificios de gran belleza, entre iglesias barrocas, estructuras militares y notables quintas de estilo colonial. El arte manuelino y los azulejos de muchos de los edificios recuerdan a los visitantes que, aunque Madeira sea un archipiélago más cercano a la costa africana que a la península ibérica, es una región autónoma de Portugal donde recalaron los grandes exploradores marinos de antaño.
Junto a las casitas de paja hay otras que sirven de cocinas o cobertizos. Restos del pasado, quedan algunas casas hechas enteramente de madera de tilo (Ocotea fotens) o viñátigo (Persea indica), sobre todo en la región de Santana. Este tipo de vivienda se asienta sobre grandes troncos de árbol, que a su vez se apoyan en pesadas piedras para protegerse de la humedad y la lluvia invernal. La paja, producto de las cosechas de cereales, no sólo era barata, sino también conocida por sus cualidades aislantes. Dependiendo del pueblo, las casas podían adoptar diferentes formas, desde ovaladas a rectangulares.
Si el arte manuelino es un término utilizado desde el siglo XIX, el estilo tiene sus orígenes en el periodo de los Grandes Descubrimientos portugueses. Durante el reinado de Manuel I, Portugal era una de las mayores potencias del mundo. Muchos artistas se instalaron entonces en el país para crear, y de estos encuentros con diversas influencias nació el arte manuelino.

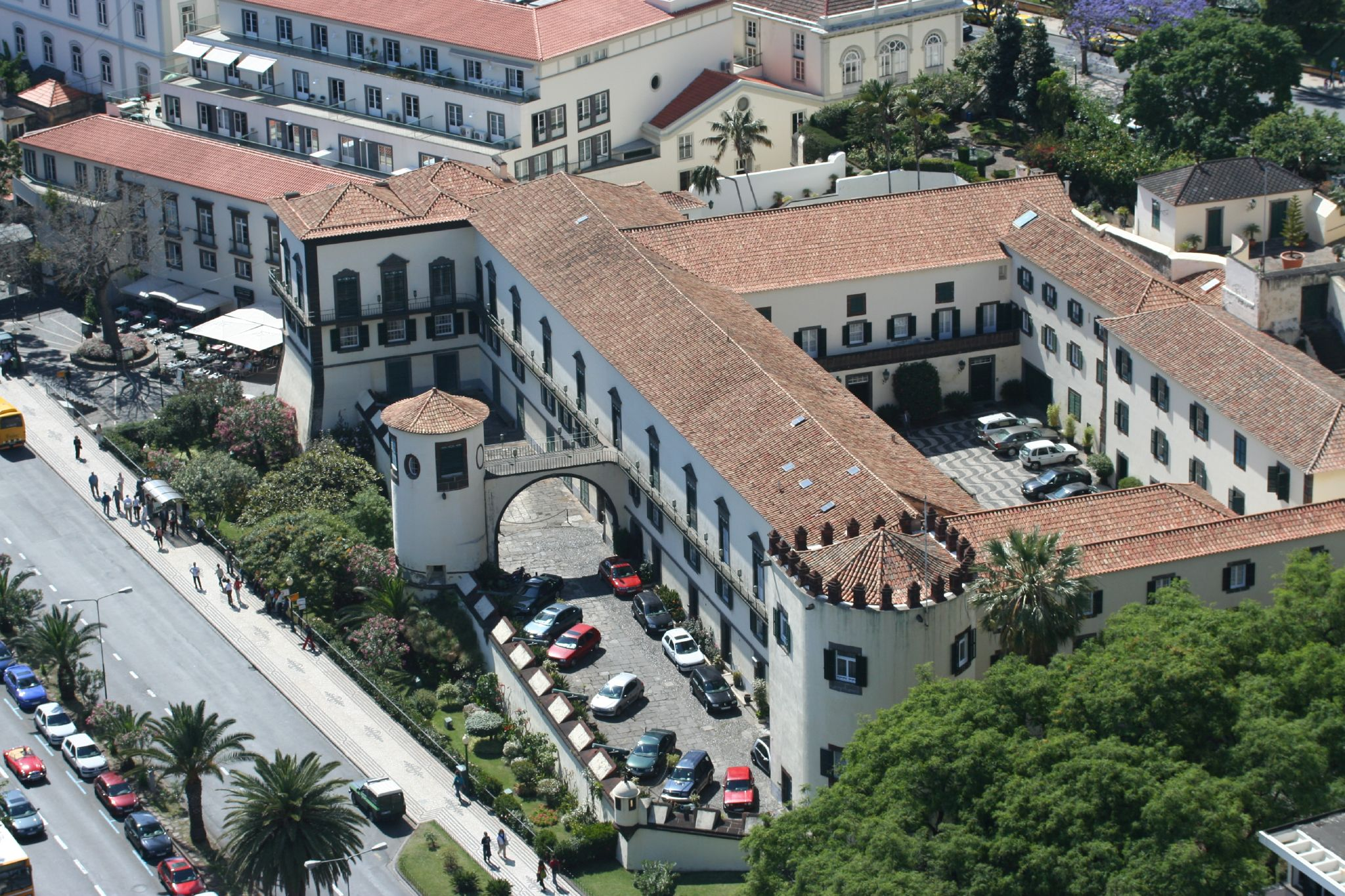
Palacio de San Lorenzo (Forte de São Lourenço) en Funchal

En el arte portugués, se define como la transformación del gótico, que luego comienza a declinar en el resto de Europa. Este estilo, caracterizado por decoraciones lúdicas e imaginativas, refleja las grandes expediciones marítimas de la época y los consiguientes encuentros con otras culturas. Los motivos decorativos evocan una mezcla de románico y gótico flamígero, como puede verse en algunos monumentos emblemáticos de la capital: la Alfândega, el convento de Santa Clara o el colegio de los Jesuitas.
Durante la ocupación española de Portugal se construyeron pocos edificios nuevos en Madeira. El siglo XVIII marca el advenimiento del arte barroco. Gracias al oro de Brasil, Madeira participa en la eflorescencia de este estilo, especialmente en los edificios religiosos. Para ver un ejemplo de ello, e incluso la que se considera la mayor iglesia barroca de la isla, es recomendable acercarse a los pies de la Igreja Matriz de São Jorge, construida en 1761 en el municipio del mismo nombre.
Fue en el siglo XVIII, en las afueras de la capital, Funchal, cuando aparecieron las quintas, antiguas casas de labranza que se transformaron en hermosas villas de estilo barroco colonial. Las quintas se encuentran en medio de floridos jardines, que también albergan una capilla privada, un huerto y casitas para el disfrute de los lugareños

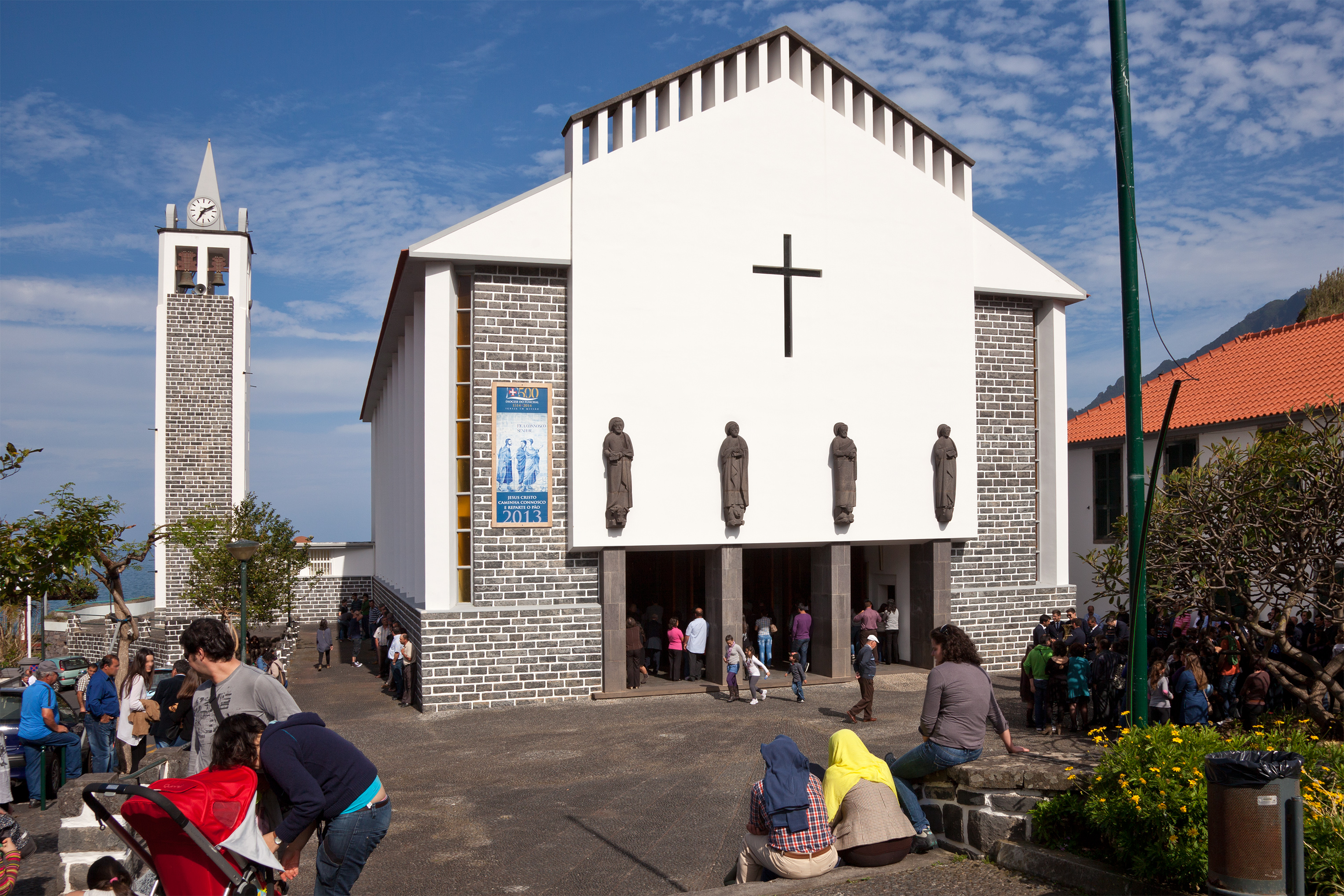
Iglesia de Nuestra Señora de Guadalupe (Igreja de Nossa Senhora de Guadalupe, Porto da Cruz), de estilo modernista

La producción de azúcar es, sorprendentemente, el origen de un estilo de mobiliario único en Madeira: los muebles "caja de azúcar". En efecto, a partir del siglo XV se introdujo en Madeira la cultura del azúcar. El azúcar era entonces un bien de lujo y se transportaba en cajas especiales de madera de laurel, que desprendían un olor bastante desagradable. A partir de la segunda mitad del siglo XVI, la competencia brasileña, cuyos costes de producción eran mucho más bajos, obligó a Madeira a abandonar progresivamente la producción. Sin embargo, las exportaciones de azúcar de Brasil a Europa pasaban por el archipiélago.
Los azulejos, típicos de la arquitectura portuguesa, están muy presentes en Madeira. La palabra procede del árabe al zuleiq, que significa "pequeña piedra pulida", ya que la tradición de la cerámica se remonta a la Edad Media y a la presencia de los moros. Estos azulejos utilizados para decorar monumentos son el resultado de una producción masiva que tuvo lugar a finales del siglo XVII. Los azulejos han evolucionado con el tiempo y llevan las marcas de los principales estilos que se han sucedido en Portugal, del manuelino al Art Déco.

### Madeirenses célebres

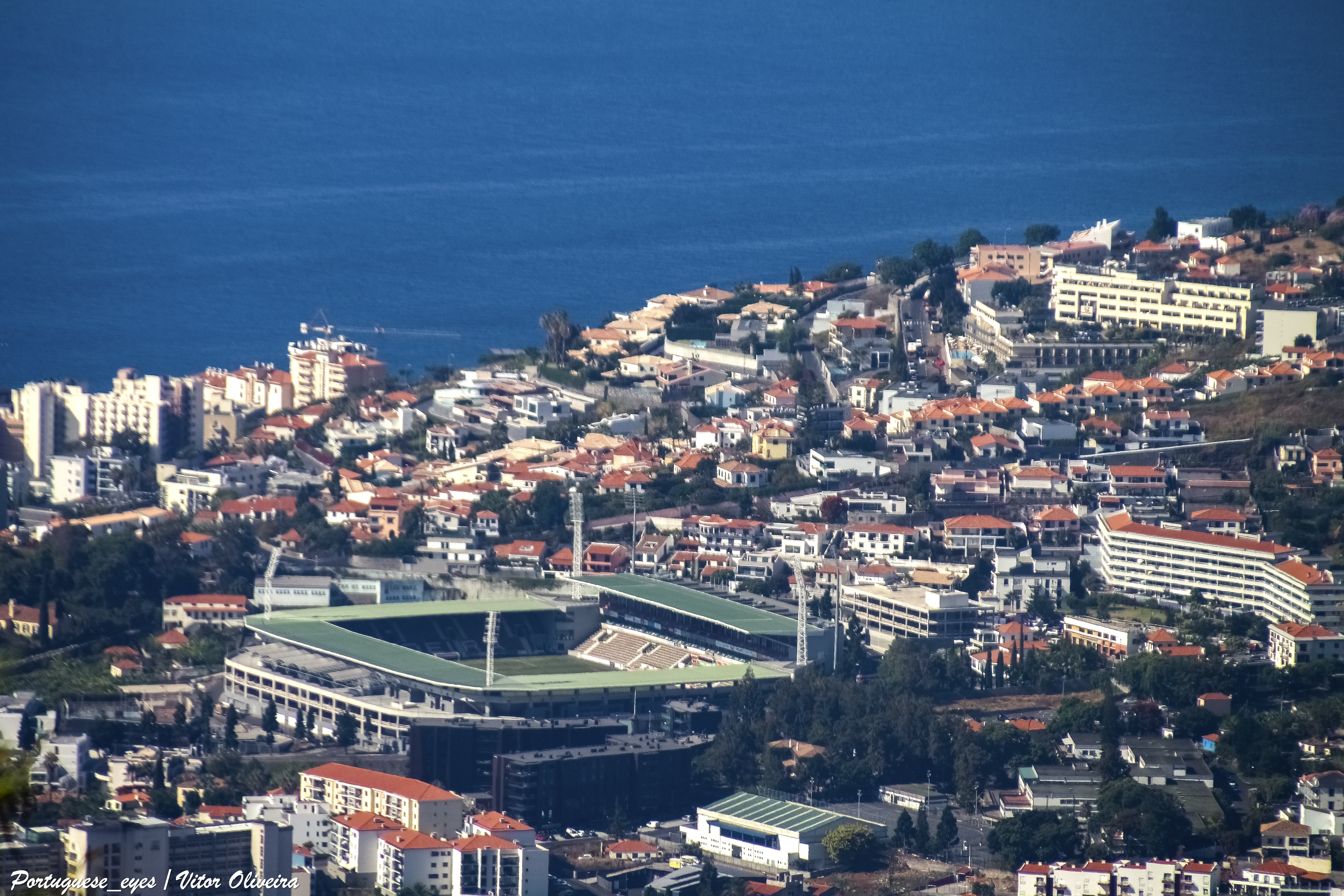
Estadio dos Barreiros en Funchal

- Diego Colón y Moniz Perestrello
- Cristiano Ronaldo
- Vânia Fernandes
- Kátia Aveiro
- Elisa

## Deporte
El fútbol es el deporte más popular en Madeira y, de hecho, la isla fue el primer lugar de Portugal en acoger un partido, organizado por residentes británicos en 1875. La isla es el lugar de nacimiento del futbolista y estrella internacional Cristiano Ronaldo y alberga dos destacados equipos de la Primeira Liga, el C. S. Marítimo y el C. D. Nacional.
El C. S. Marítimo está considerado el club más grande de Madeira y ha disfrutado de varias campañas en la Copa de la UEFA, en las que ha registrado resultados destacados contra equipos como la Juventus, el Leeds y el Rangers. Tras terminar quinto en la liga en la temporada 2009-10, el C.S. Marítimo se clasificó para la Europa League en la temporada 2010-11.

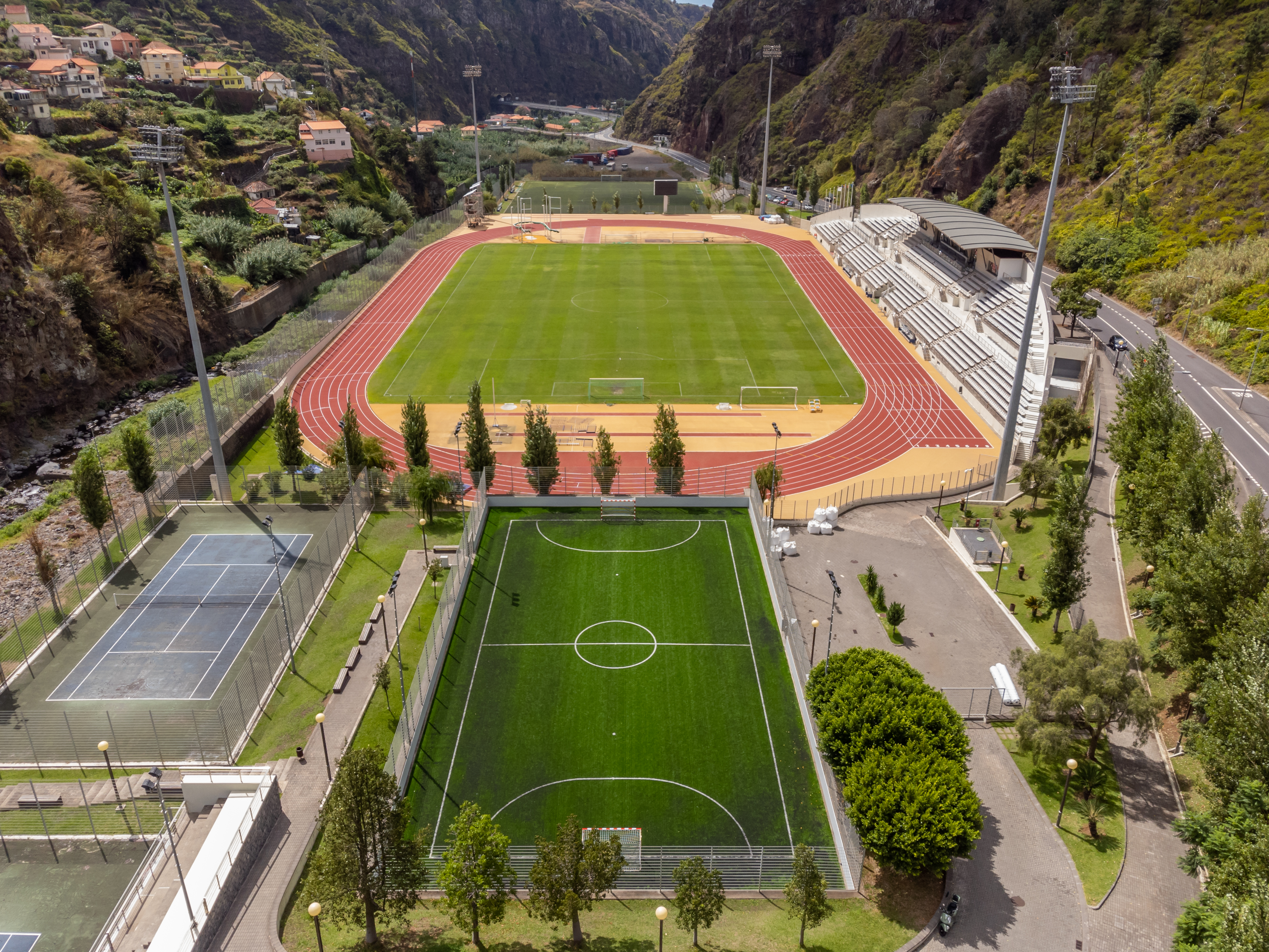
Centro deportivo de Madeira

El C.S. Marítimo ha formado a grandes jugadores como Pepe, Danny, que se retiró en el club en 2018, Jorge Costa, jugador retirado del F. C. Porto, Tarik Sektioui, exjugador del F. C. Porto entre otros clubes, Nuno Valente, Ariza Makukula, Moussa Marega, Moussa Maâzou.

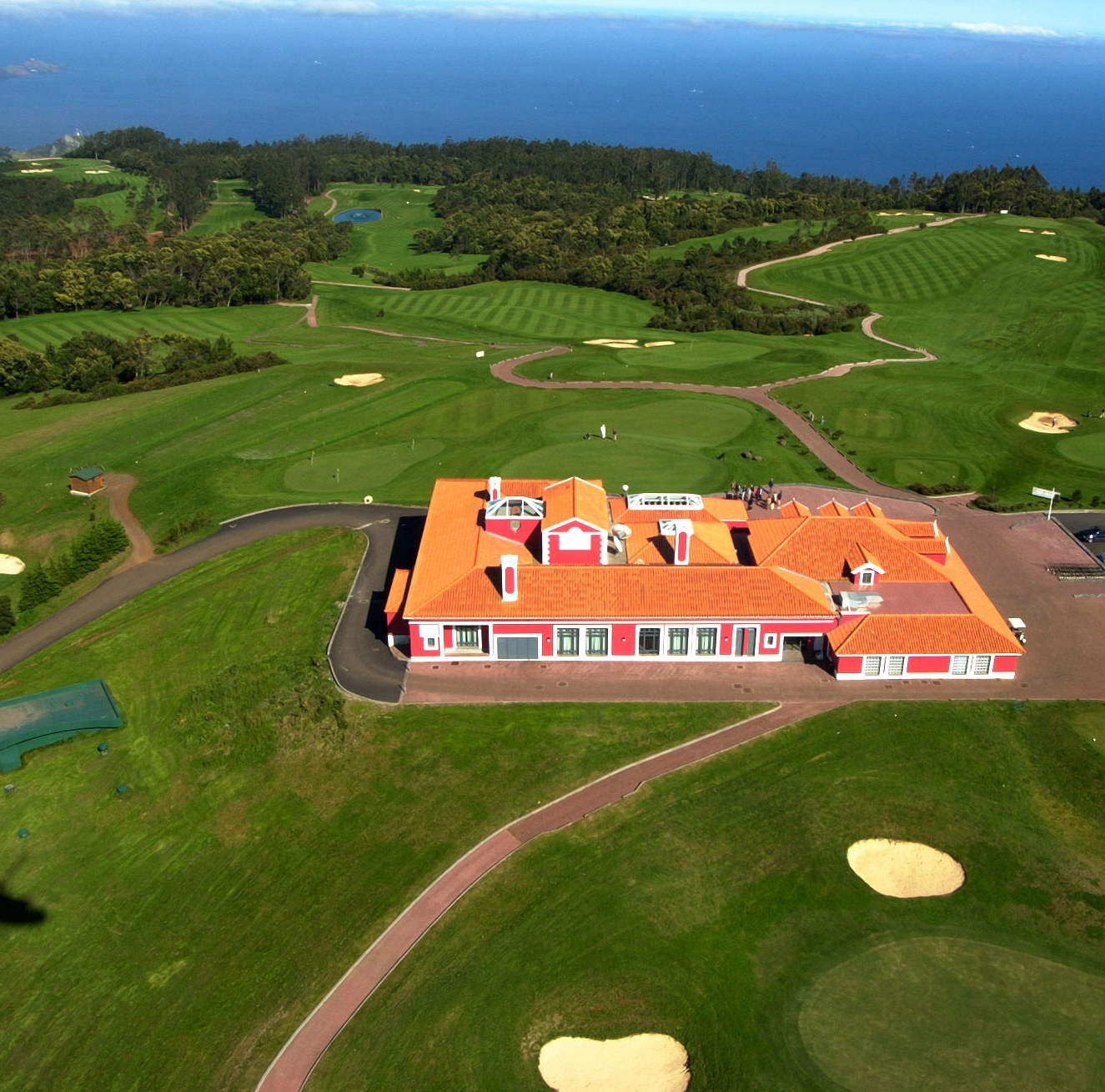
Campo de Golf Santo da Serra

En 2003-04 el Nacional logró el cuarto puesto en la Liga portuguesa, su mejor clasificación histórica. Lo repitió tres años después y es el único equipo de Madeira que ha conseguido el cuarto puesto en la Liga Portuguesa. El Nacional fue el primer equipo de Madeira en alcanzar la fase de grupos de la Europa League (en la temporada 2009-10) hasta que el Marítimo alcanzó la fase de grupos en la temporada 2012-13. El futbolista Cristiano Ronaldo jugó en el Nacional hasta los 12 años, antes de fichar por el Sporting de Lisboa.
El Nacional juega en el estadio de Madeira, considerado por la CNN en 2011, uno de los ocho estadios más insólitos del mundo. Además de Cristiano Ronaldo, otros futbolistas conocidos también han jugado en el Nacional, como Paulo Assunção (F. C. Oporto y Atlético Madrid entre otros), Rúben Micael (Oporto y Real Zaragoza entre otros), Maicon (Oporto entre otros), Diego Benaglio (Wolfsburgo entre otros) y Felipe Lopes (Wolfsburgo entre otros).
Fuera de la primera división portuguesa, hay otros cuatro equipos de Madeira que no participan en los locales, todos ellos en el Campeonato de Portugal: União da Madeira, antiguo equipo de la Primeira Liga, Câmara de Lobos, Marítimo B (el equipo reserva del Marítimo) y A. D. Camacha.
Además del fútbol, la isla también alberga equipos deportivos profesionales de baloncesto (CAB Madeira) y balonmano (Madeira Andebol SAD, que fue subcampeón de la European Challenge Cup 2019). Madeira también fue la sede del Campeonato Mundial de Balonmano de 2003.

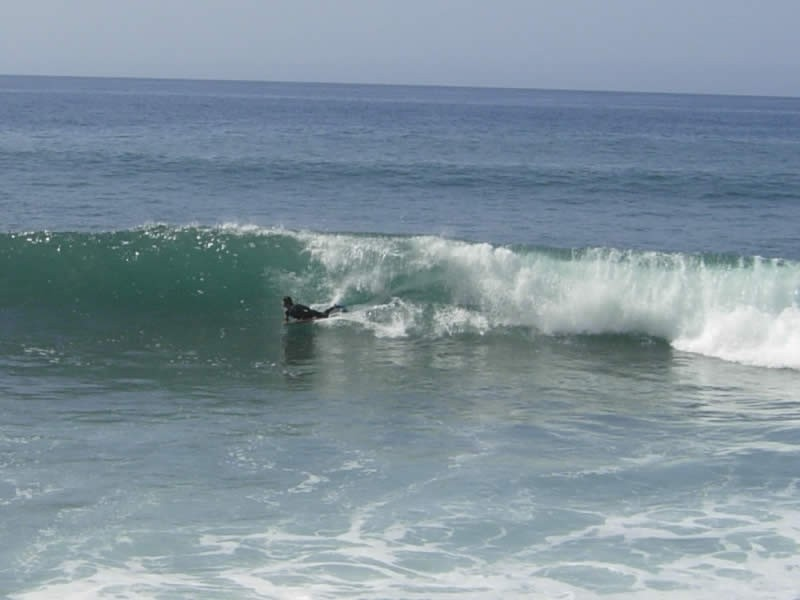
El Surf comenzó a practicarse en Madeira en la década de 1970

El rally de Madeira es una carrera de rally que se celebra anualmente desde 1959, considerada uno de los mayores eventos deportivos de la isla. Formó parte del Campeonato de Europa de Rally de 1979 a 2012 y del Intercontinental Rally Challenge de 2006 a 2010.
Otras actividades deportivas populares son el golf en uno de los dos campos de la isla (más uno en Porto Santo), el surf, el submarinismo y el senderismo.
El surf se inició en la isla portuguesa de Madeira en la década de 1970, frente a las localidades de Paul do Mar, Jardim do Mar y Ponta Pequena. Casi todos los puntos de surf tienen un fondo rocoso con olas potentes; los meses de invierno son especialmente consistentes. Madeira no llamó realmente la atención de los surfistas extranjeros hasta que aparecieron artículos en revistas de surf a mediados de los noventa. Desde 1996, los mejores surfistas portugueses del continente compiten en la edición regional de Madeira del "Billabong Challenge".

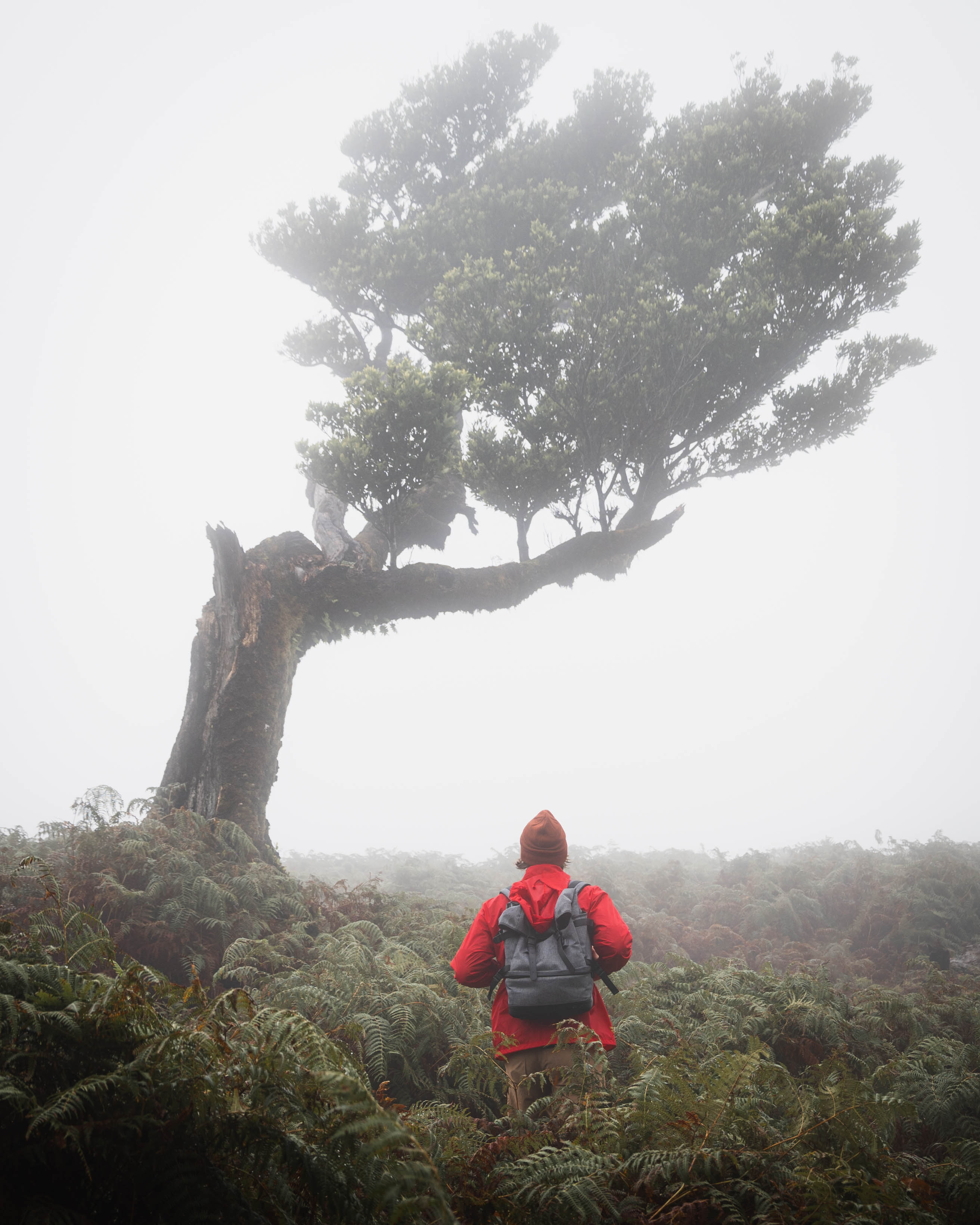
Senderismo en Madeira

En 2001, se celebraron por primera vez en Madeira los Campeonatos del Mundo de Olas Grandes.
El submarinismo se ha hecho muy popular en los últimos años debido a las aguas cristalinas y la abundancia de vida que caracterizan a Madeira. La reserva marina de Garajau y el parque marino de Cabo Girão, donde se encuentra el pecio del F488 Afonso Cerqueira, ofrecen los mejores puntos de inmersión de la isla. Se puede llegar a estas zonas desde las tiendas de buceo de Funchal.
Las aguas transparentes y la vida marina de Madeira, conocida por sus numerosas reservas naturales y zonas marinas, ofrecen innumerables puntos de inmersión fascinantes y electrizantes. La fauna marina de esta región se compone principalmente de especies costeras. Los fondos arenosos y rocosos albergan numerosas especies de criaturas marinas: meros (Epinephelus guaza) y otros serránidos, salpas, doradas, salmonetes, cabrachos (Scorpaena scrofa), morenas, pulpos, sepias, barracudas, damiselas son algunas de las especies que los buceadores pueden avistar habitualmente.
Entre los invertebrados, además de varias especies de anémonas y estrellas de mar, destaca la presencia de numerosos gusanos de fuego barbudos (Hermodice carunculata), conocidos por su considerable tamaño (hasta 30 cm) y por sus cerdas dolorosamente urticantes. También son comunes varias especies de cangrejos; el más curioso de ellos es sin duda el cangrejo flecha (Stenorhynchus seticornis). También pueden encontrarse ocasionalmente grandes organismos típicamente pelágicos: petos (Acanthocybium solandri), atunes, cetáceos como, el delfín moteado (Stenella frontalis) o el calderón gris (Acanthocybium solandri), tortugas marinas (Caretta caretta), mantas (Mobula mobular) y mantarrayas (Mobula birostris) y la famosa pero rara foca monje (Monachus monachus).